# Ford Ranger
Ford Ranger (укр. Форд Рейнджер) — пікапи, що вироблялися компанією Ford з 1982 по 2012 рік для ринку Північної Америки. З 1995 року пропонується самостійна модель для ринку Європи і Азії.

## Перше покоління

### 1982—1989

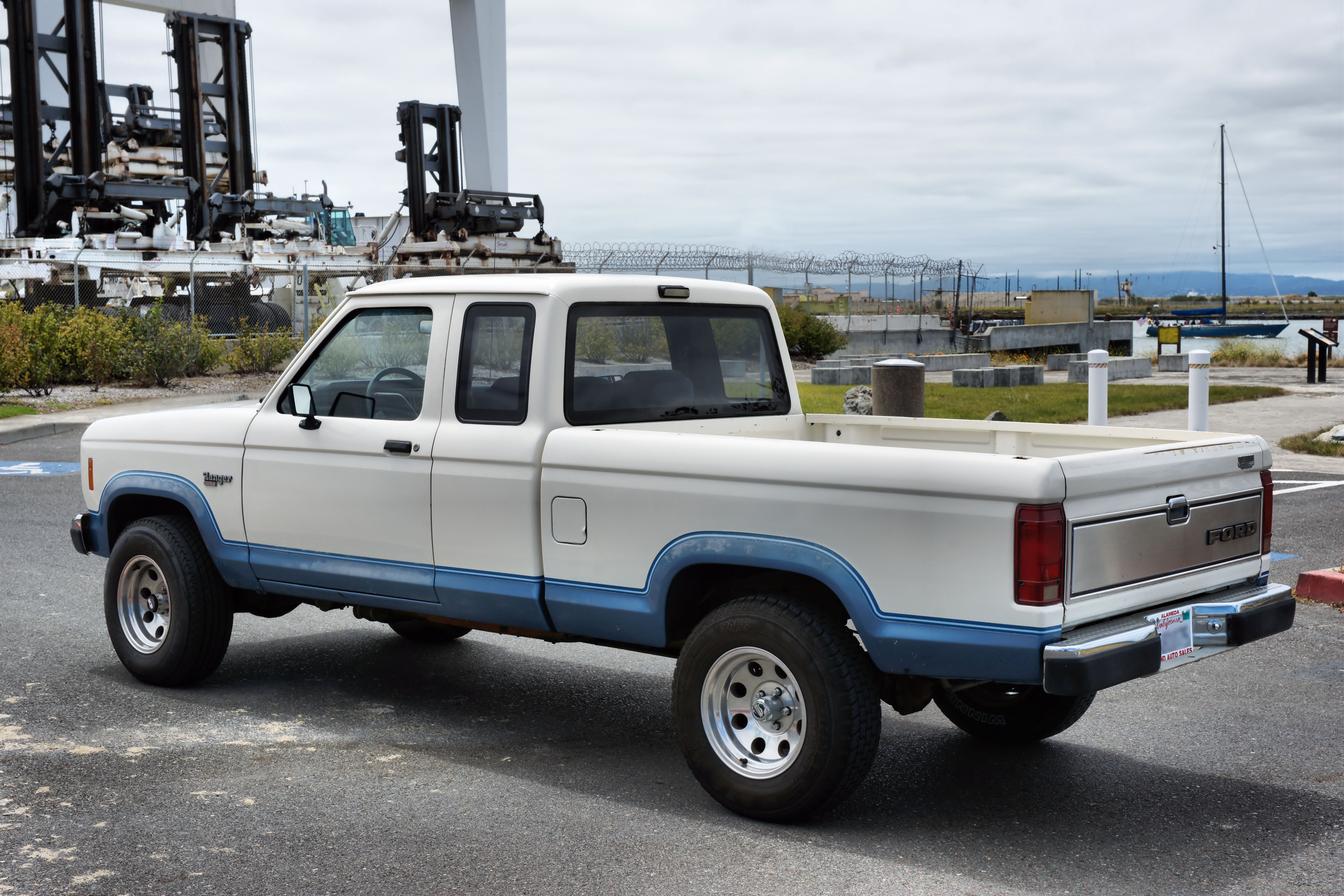
Ford Ranger 1 extended cab (1982—1989)

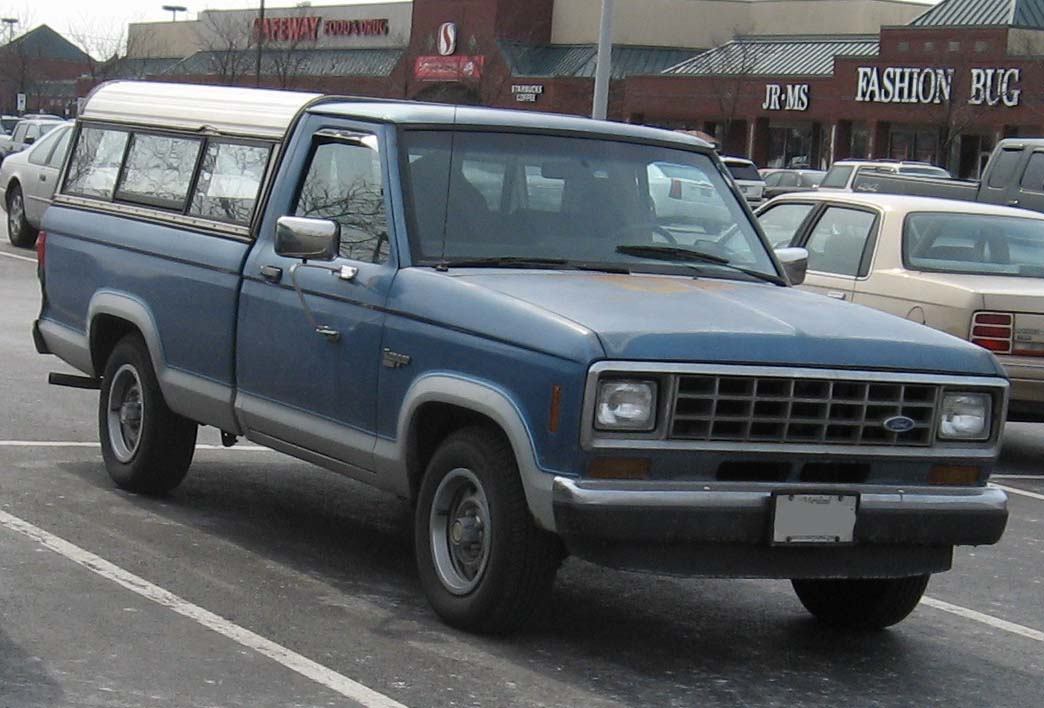
Ford Ranger 1 regular cab (1982—1989)

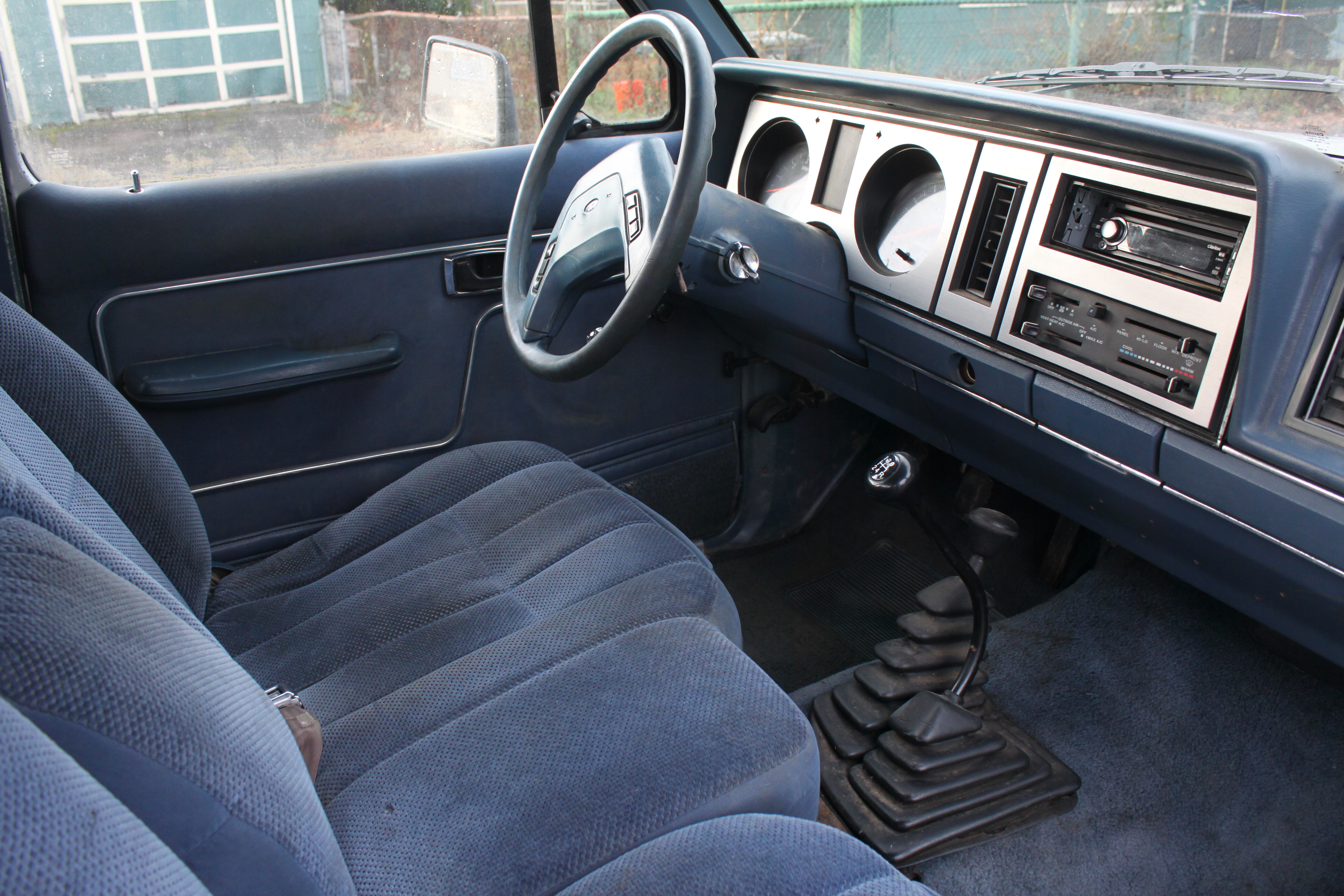

Ford почав розробку Ranger в 1976 році, приділяючи особливу увагу якості та ефективності використання палива. Метою цього проекту було створення вантажівки, яка була б подібна на F-Series, але в більш економічному варіанті. Компактний дизайн Ranger був схожий на повнорозмірних пікапів Ford. Здатність перевозити 4 фути завширшки (1,2 м) листи фанери загальний стандарт для вантажних автомобілів.
Виробництво Ranger почалося 18 січня 1982 року. Автомобіль комплектували 4-циліндровими двигунами 2,0 L 72 к.с. (54 кВт), 2,3 L OHC 86 к.с. (64 кВт), 4-циліндровим 2,2 L 59 к.с. (44 кВт) Mazda/Perkins diesel та 2,8 L V6 115 к.с. (86 кВт). У 1985 році компанія Mitsubishi побудувала 2,3 L турбодизель з 86 к.с. (64 кВт), який замінив дизельний двигун Mazda, а в 1986 році, 2,8 L двигун був замінений на 2,9 L V6 140 к.с. (104 кВт). В 1986 році була представлена версія SuperCab, пропонуючи додаткові 17 дюймів (432 мм) простору за передніми сидіннями, з парою відкидних сидінь доступних як опція.
В середині 1986 року представлений Ranger GT. Доступний тільки з короткою кабіною з 2,9 L V6 5-ступінчастою механічною трансмісією Toyo Kogyo або автоматичною коробкою передач A4LD.

### 1989—1993

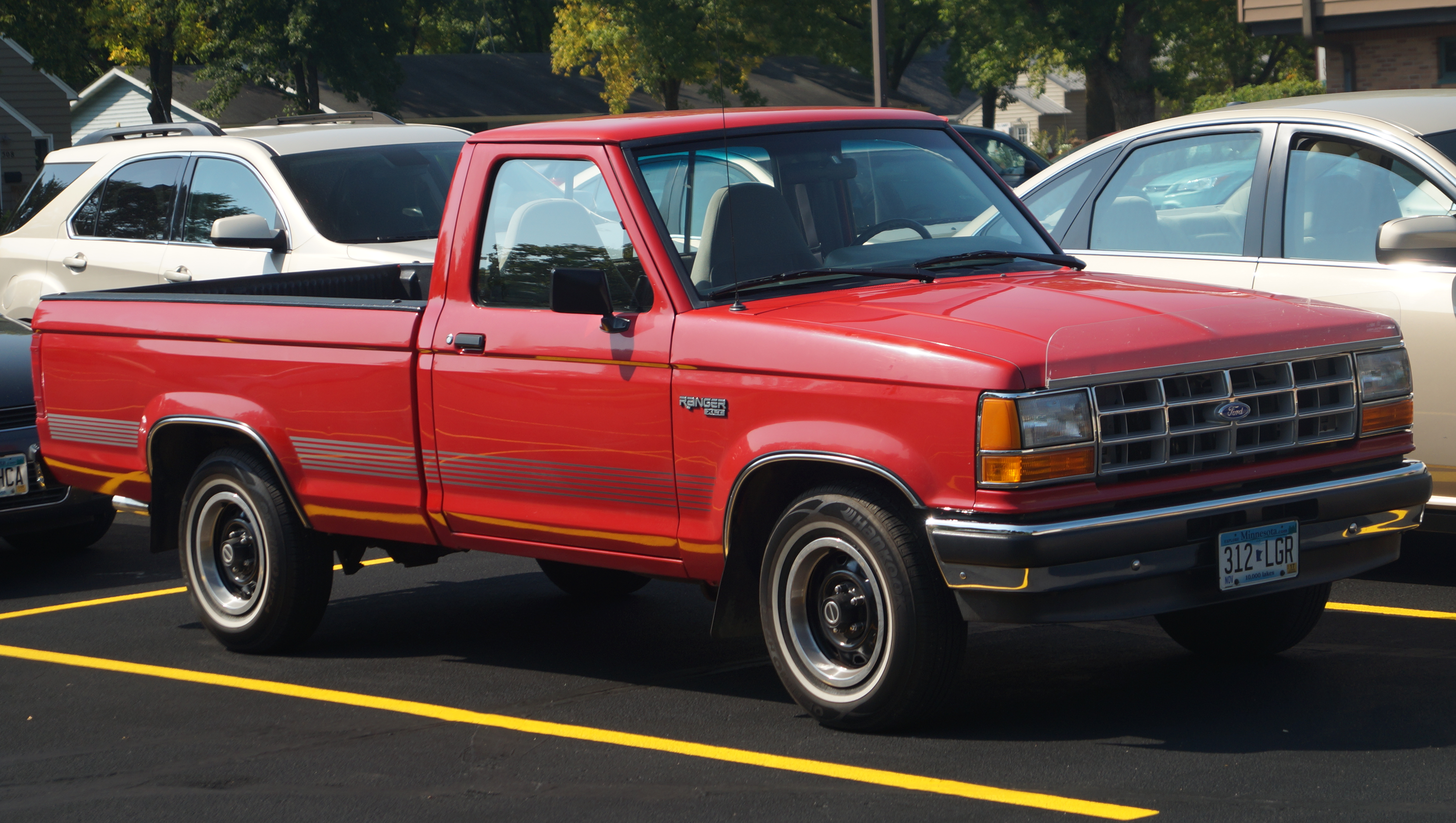
Ford Ranger 2 regular cab (1989—1993)

У 1989 році був представлений модернізований Ranger. Змінився зовнішній вигляд і салон (нова приладова панель і сидіння). Задні колеса отримали ABS. Був модифікований 2.3 л двигун OHC зі збільшенням потужності до 105 к.с. (183 Нм). З'явився і новий силовий агрегат Vulcan V6 OHV EFI 3.0 л потужністю 140 л.с. (230 Нм). Він встановлювався опційно на задньопривідні Ranger. Через рік гамма моторів поповнилася ще одним — 4.0 л Cologne V6 OHV потужністю 160 к.с. (305 Нм). Він встановлювався на Ranger 4х4.

## Друге покоління

### 1993—1998

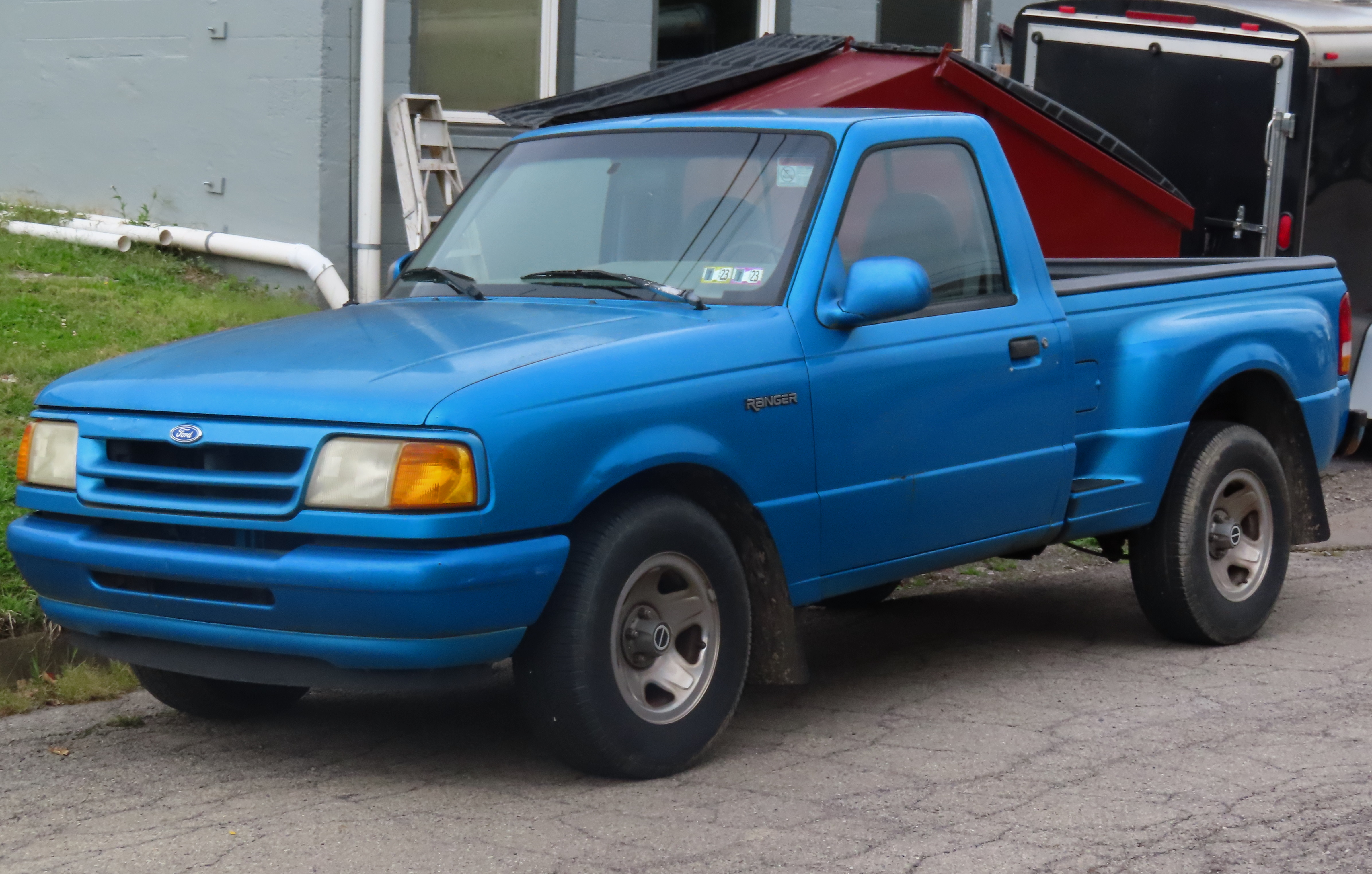
Ford Ranger 3 regular cab (1993—1998)

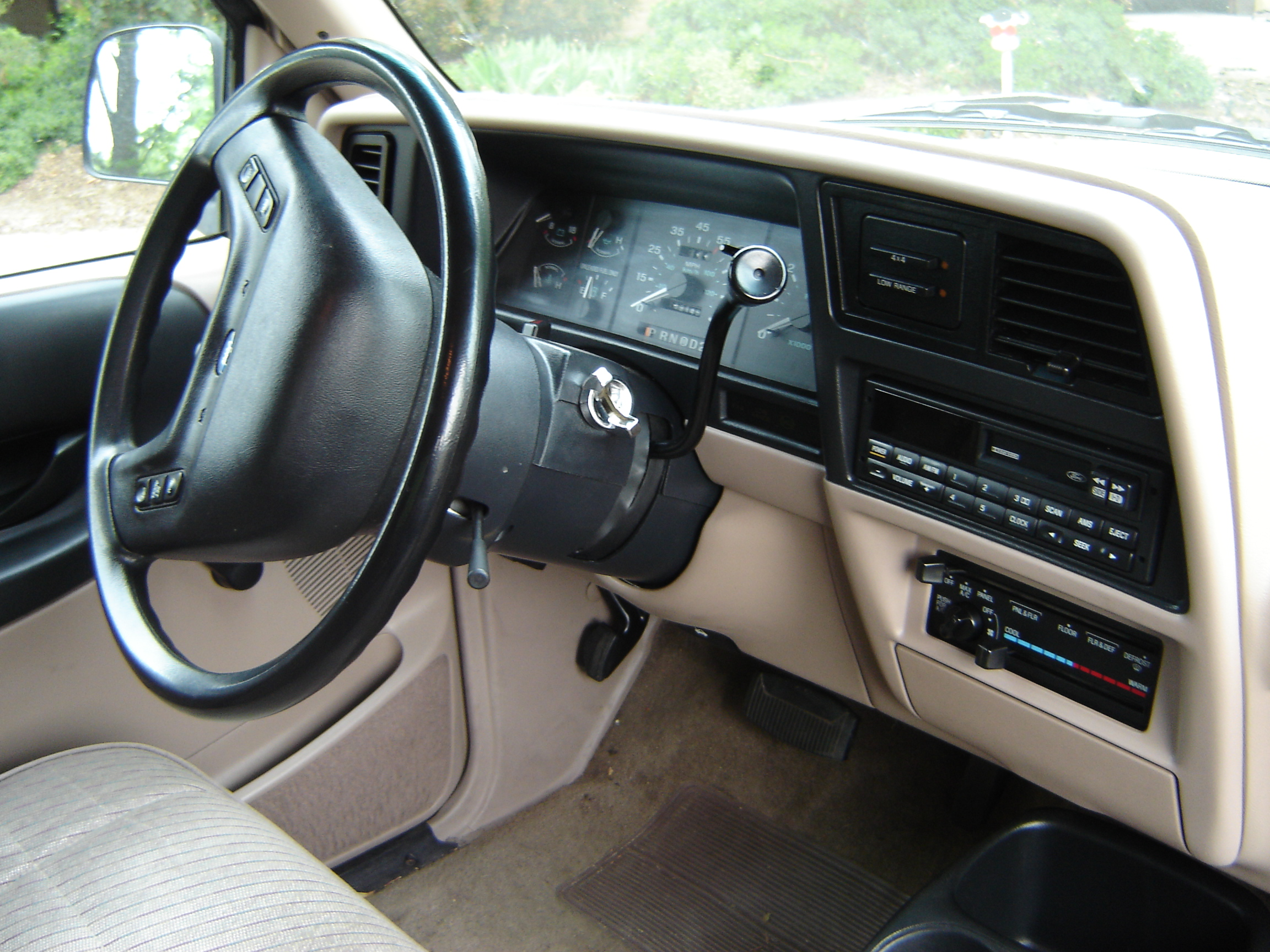

Друге покоління Ford Ranger вийшло 1992 році (1993 модельний рік) і сильно відрізнялося від попередніх як зовні, так і в механічній частини. Повністю оновилася передня частина пікапа: нові крила, решітка радіатора, поворотник перекочував з крила в блокфари. Змінився і салон. Цілком оновилася лінійка силових агрегатів. Потужність 2.3 л. і 3.0 л. двигунів збільшилася до 112 к.с. і 145 к.с., відповідно.

#### Двигуни
- 2.3 L OHC I4
- 3.0 L Vulcan V6
- 4.0 L Cologne V6

## Третє покоління

### 1998—2012
Третє покоління компактних за американською класифікацією пікапів серії Ranger (4х2 або 4х4) повною масою 2,0-2,3 т виготовляється з 1998 року. Ці найпопулярніші в США в своєму класі автомобілі мають однакову, у тому числі для повнопривідних версій, вантажопідйомність 570 кг. Вона включає масу пасажирів, вантажу та додаткового обладнання. Базова версія з 2-місною кабіною випускається в двох варіантах колісної бази (2830 і 2980 мм) і відповідно з корисною довжиною кузова 1,83 і 2,15 м. При 5-місній кабіні, яка має 2 — та 4-місні виконання, колісна база становить 3190 мм, довжина кузова — 1,83 м. Автомобілі комплектують такими бензиновими двигунами: рядною «четвіркою» (2,3 л, 143 к.с.), яка не застосовується на варіантах 4x4, і двома двигунами V6 (3,0 л, 148 к.с. або 4,0 л., 208 к.с.). Коробка передач механічна або автоматична 5-ступінчаста. Підвіска передніх коліс незалежна пружинна для версій 4х2 або торсіонна для повнопривідних машин, задня — ресорна.

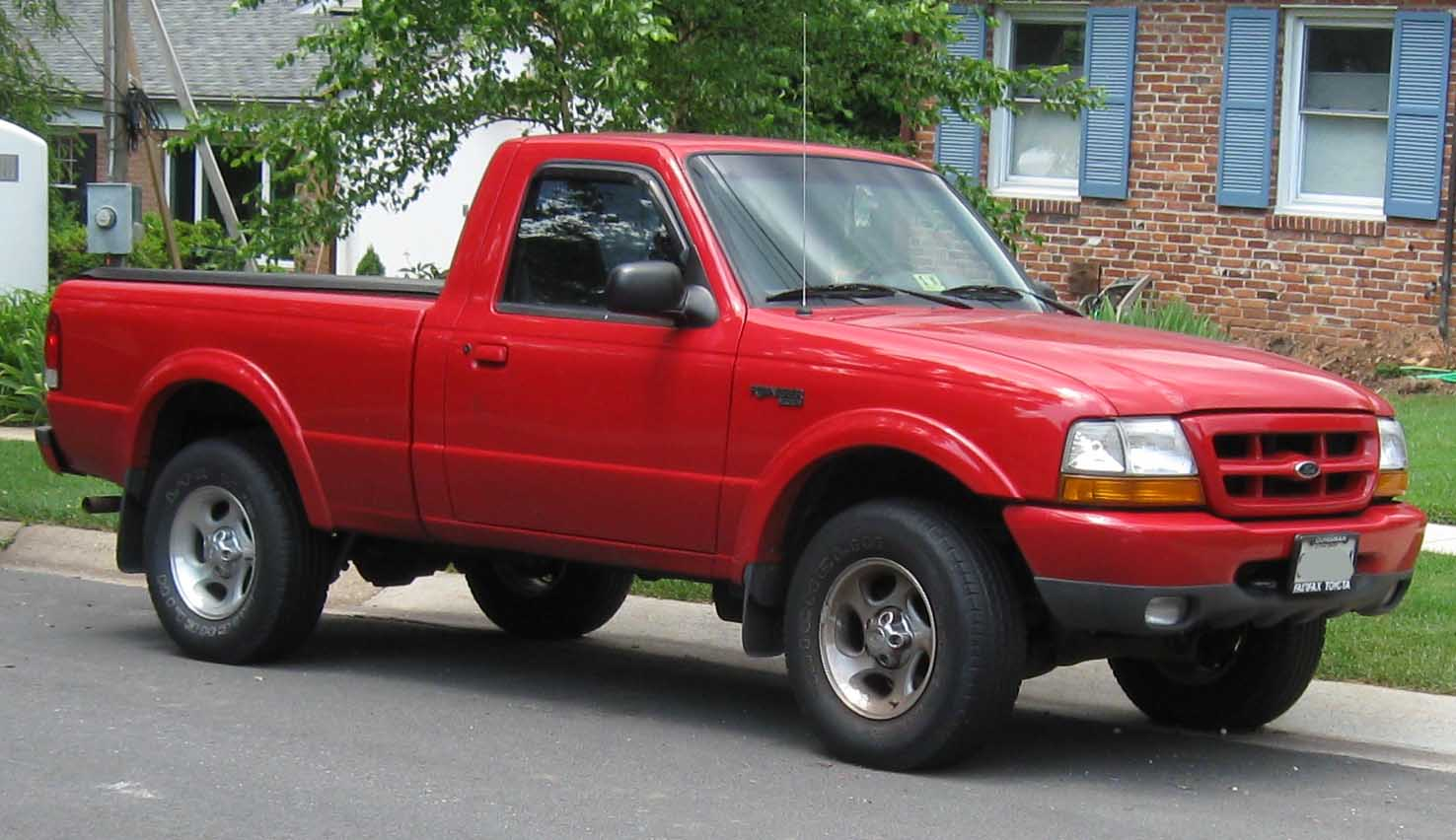
Ford Ranger 4 regular cab (1998–2000)
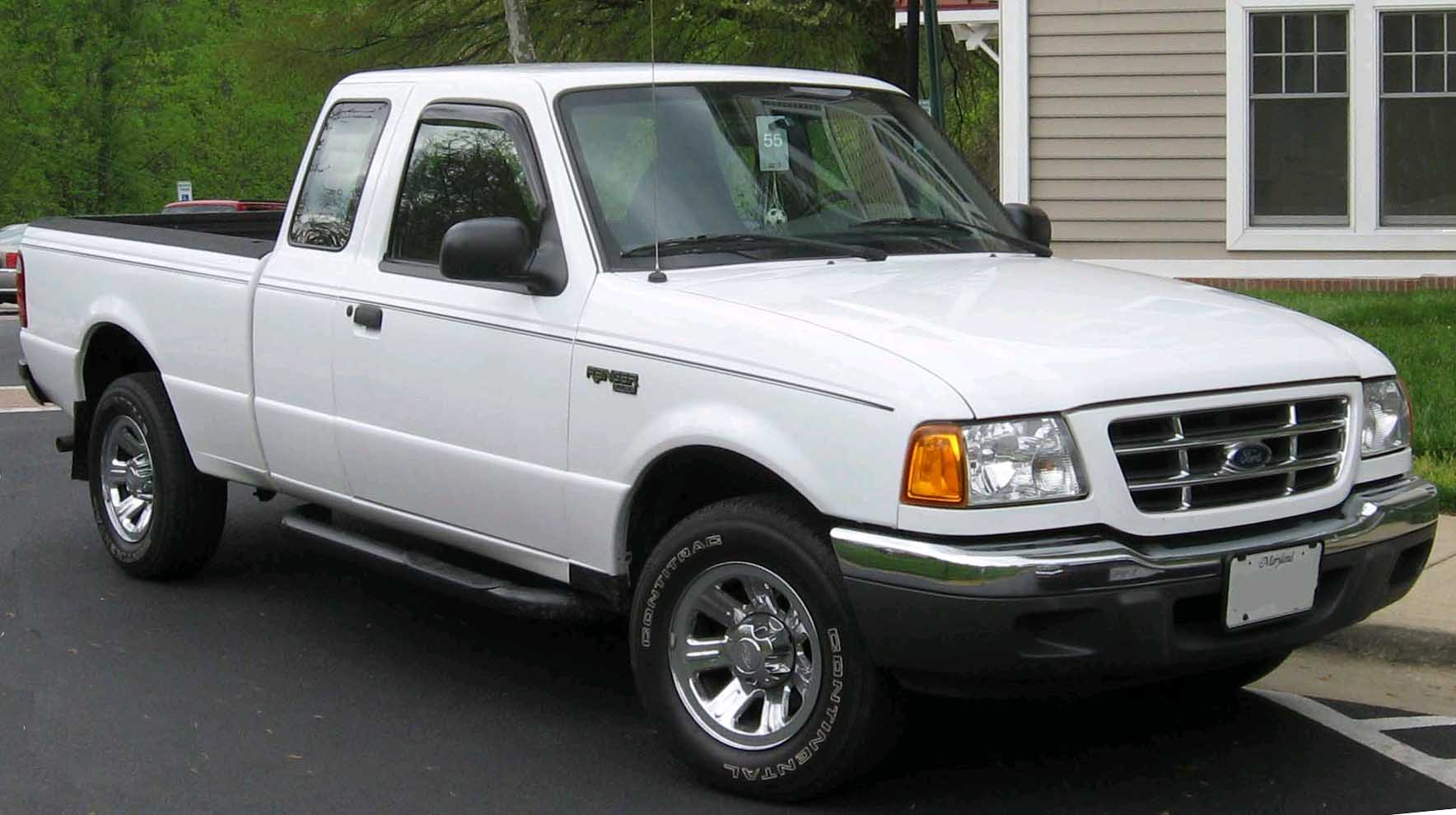
Ford Ranger 4 extended cab (2001–2003)
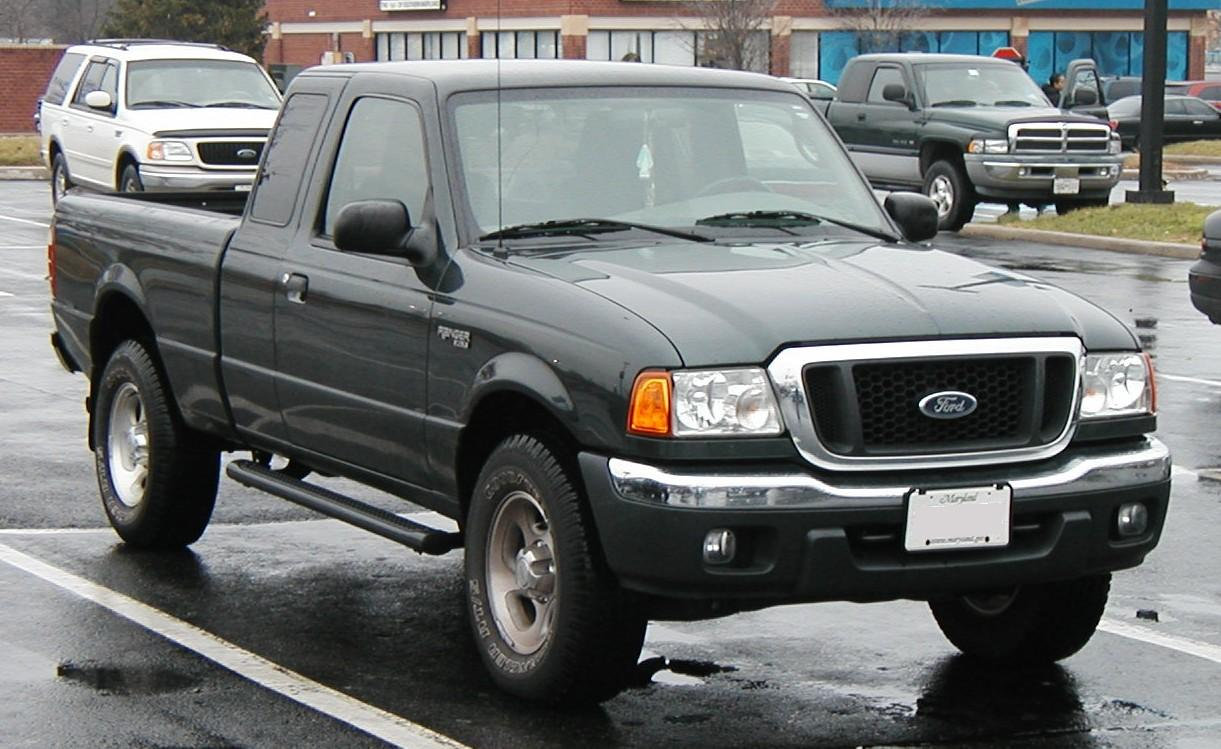
Ford Ranger 4 extended cab (2004–2005)
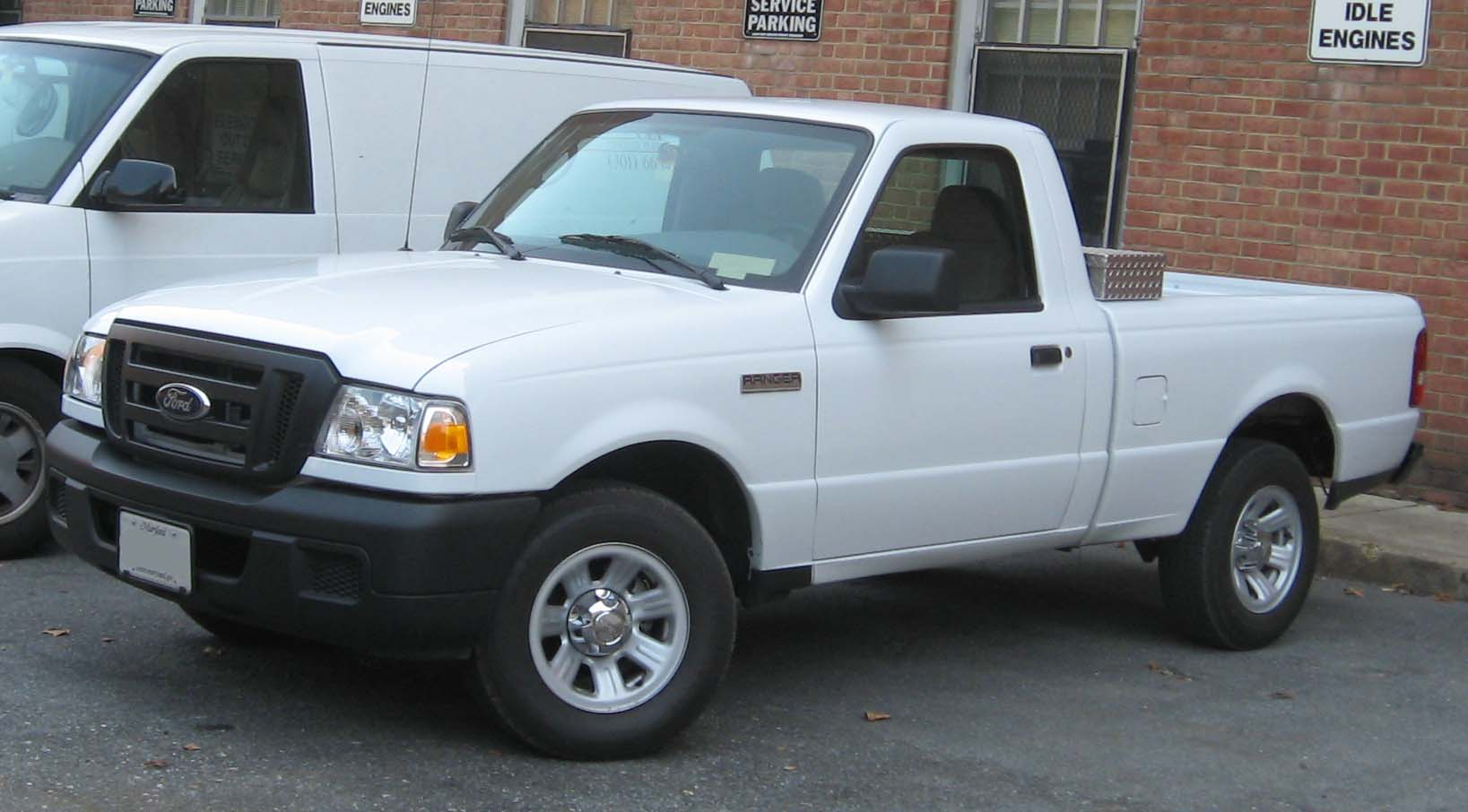
Ford Ranger 4 regular cab (2006–2012)
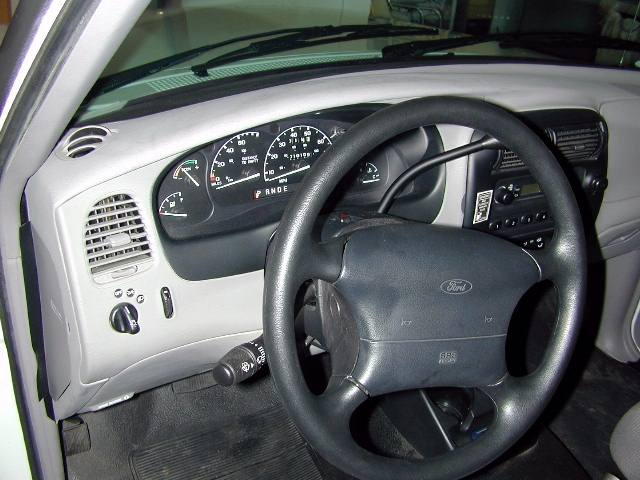

#### FX4 Level II
Версія Ford Ranger FX4 Level II отримала спеціальну задню вісь Ford 8.8 оснащену диференціалом підвищеного тертя Torsen, захистом агрегатів, модернізованими буксирувальними кріпленнями, всюдихідними шинами 31" BFGoodrich, 15-дюймові ковані компанією Alcoa колеса, і амортизатори Bilstein. Всередині, пакет Level II включав двоколірні тканинні сидіння, опціонально шкіряні та гумові підлоги разом з шістьма дисковим головним пристроєм CD MP3 в якості стандартної опції. пакет FX4 Level II вперше став доступний в 2003 році, хоча, в 2002 році вже був найперший пакет «FX4», проте, Level II не був доступний. Пакет 2002 року FX4 off-road ідентичний FX4 Level II після 2003 року, так як не був доступний FX4 Level II. Ford Ranger FX4 off-road відрізняється від FX4 Level II після 2002 року. FX4 off-road 2002 і FX4 Level II 2003 часто називали «святим граалем» Ranger, так як було обмежене виробництво цих машин з механічною коробкою передач і механічним повним приводом 4x4. Згідно Ford, було побудовано 17971 одиниць Level II до 2007 року (в тому числі 2002 рік), і 45172 одиниць Off Road було побудовано між 2003 і 2009 роками. FX4 Off Road був доступний в 2009 році, а виробництво Level II зупинилося після 2007 року, хоча багато Level II можна було замовити. У 2010 році Ranger перестав випускатися в форматі FX4 для ринку США, але продовжував бути доступним в Канаді.

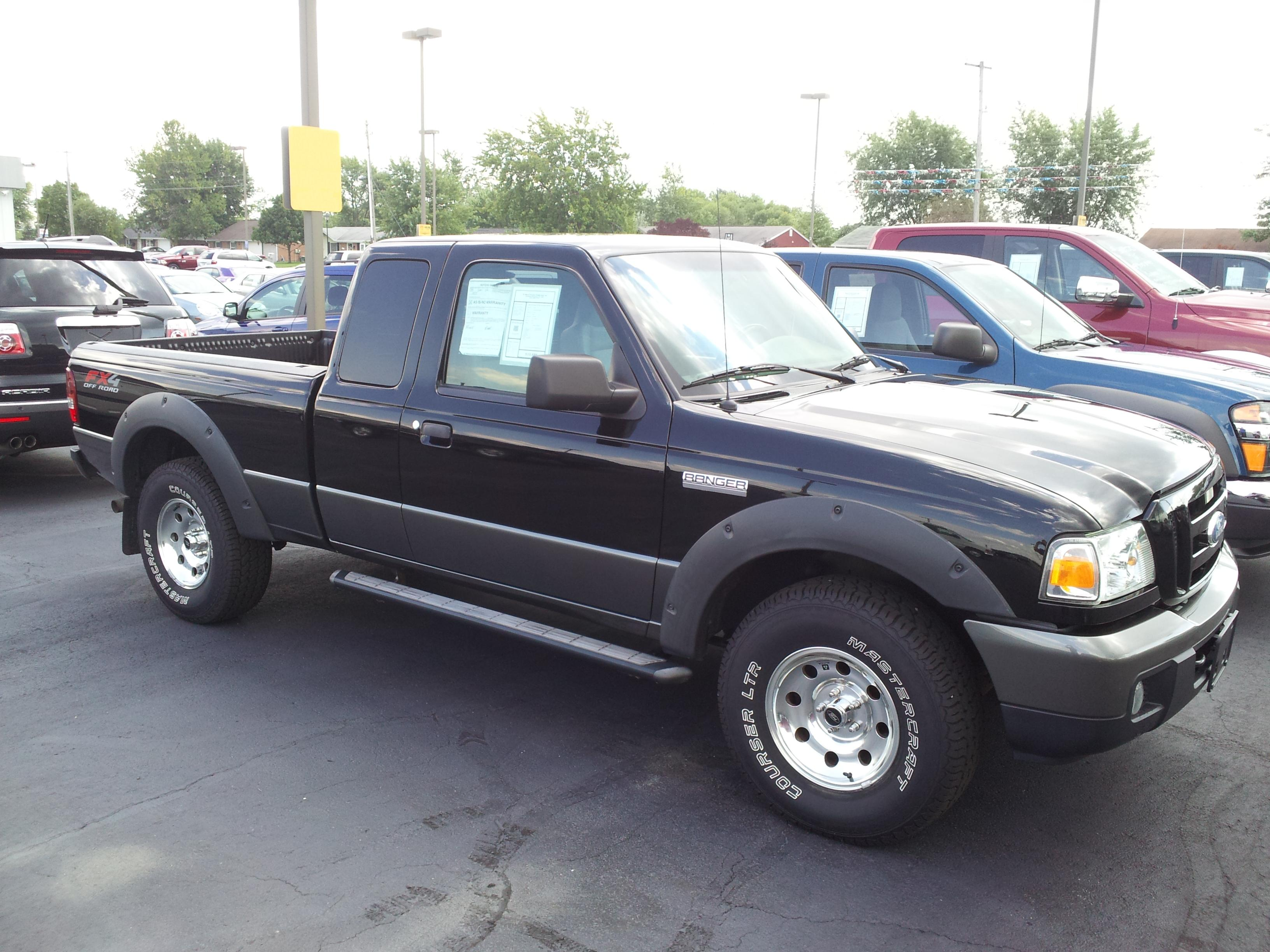
Ford Ranger FX4 Level II
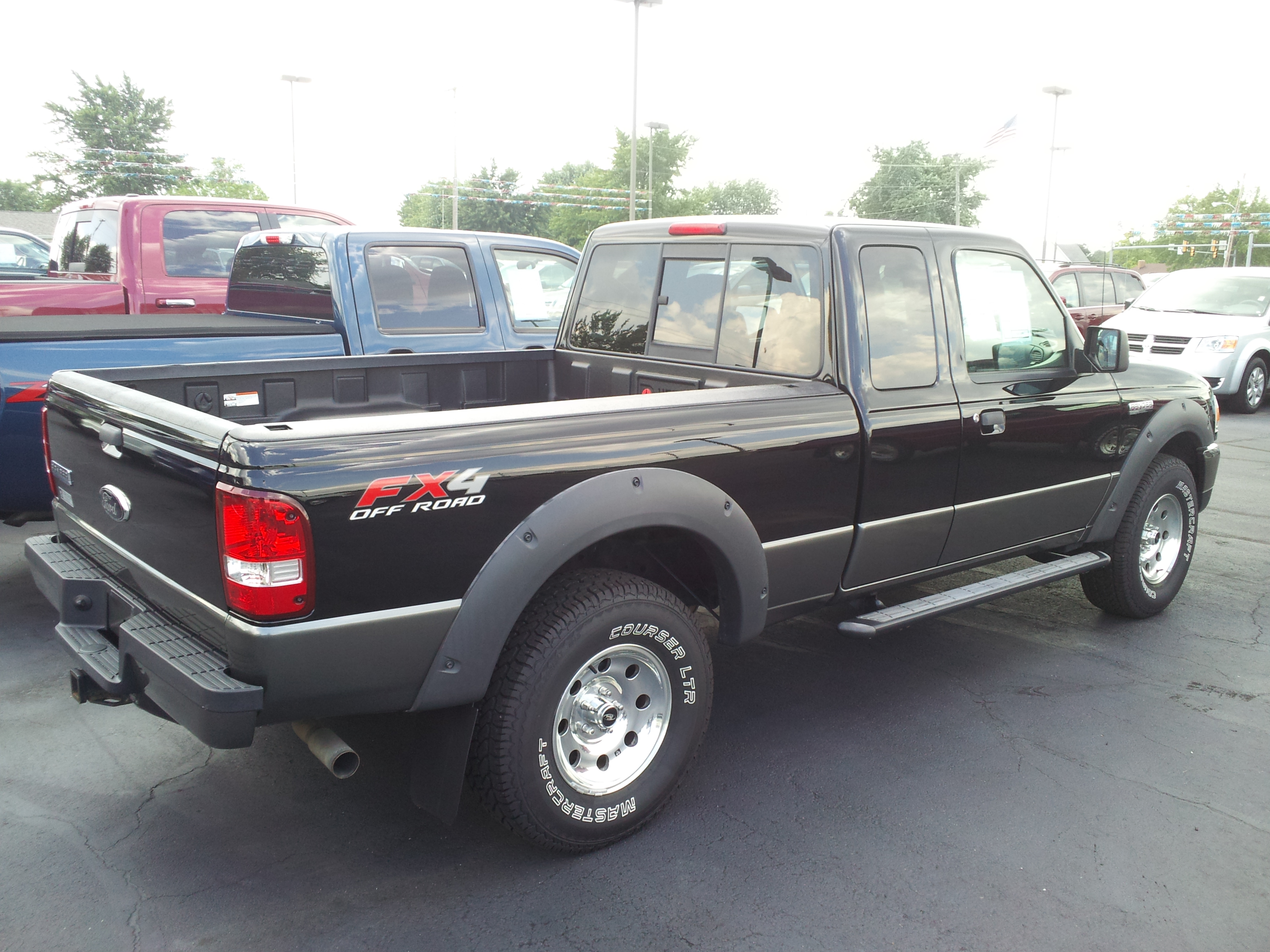
Ford Ranger FX4 Level II

#### Двигуни
- 2.3 L Duratec I4 (2001—2011)
- 2.5 L OHC I4 (1998—2001)
- 3.0 L Vulcan V6 (1998—2008)
- 4.0 L OHV Cologne V6 (1998—2000)
- 4.0 L 4.0 SOHC V6 (2001—2011)

## Четверте покоління (2018—2022)

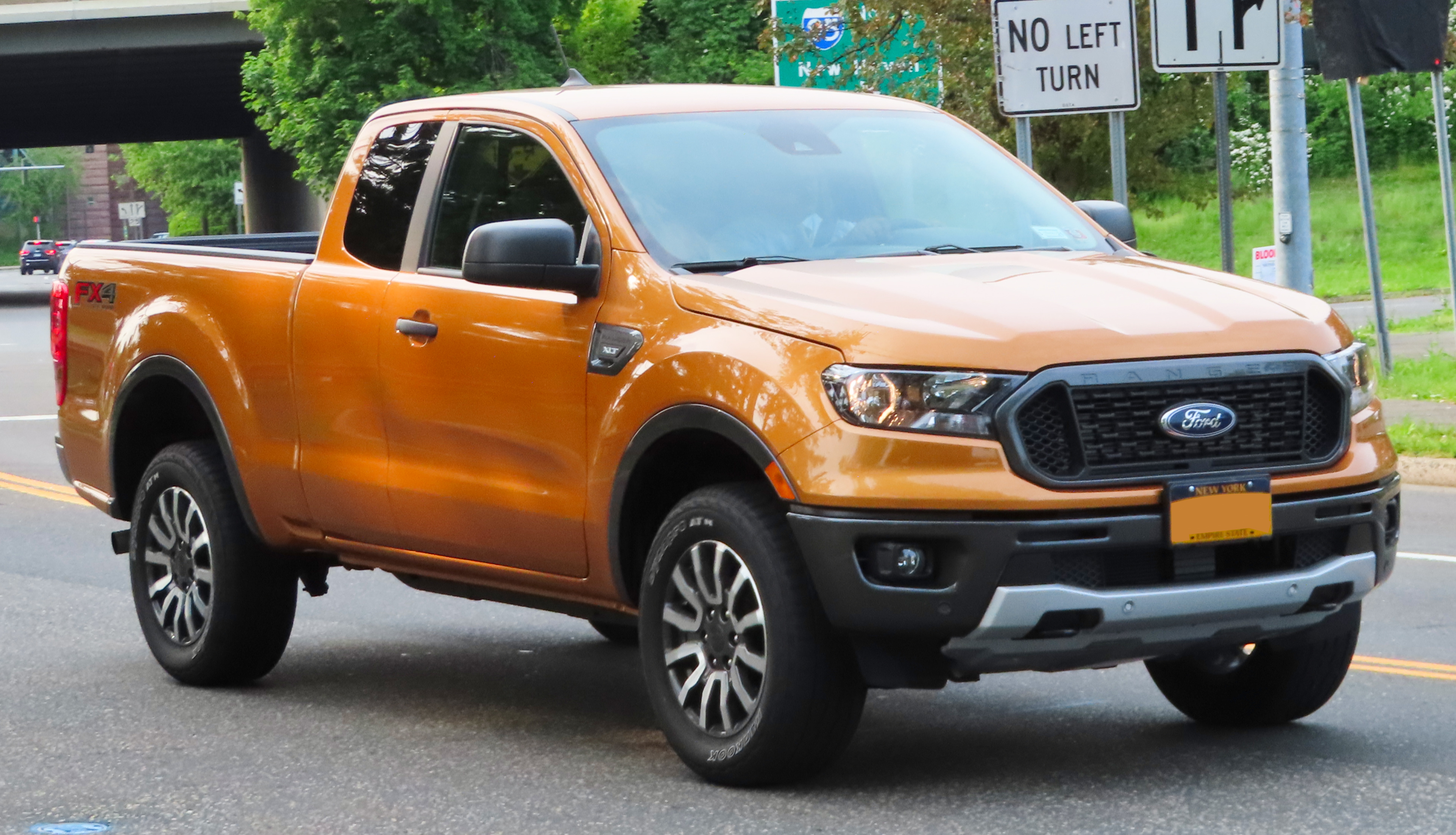
Ford Ranger XLT Super Cab FX4

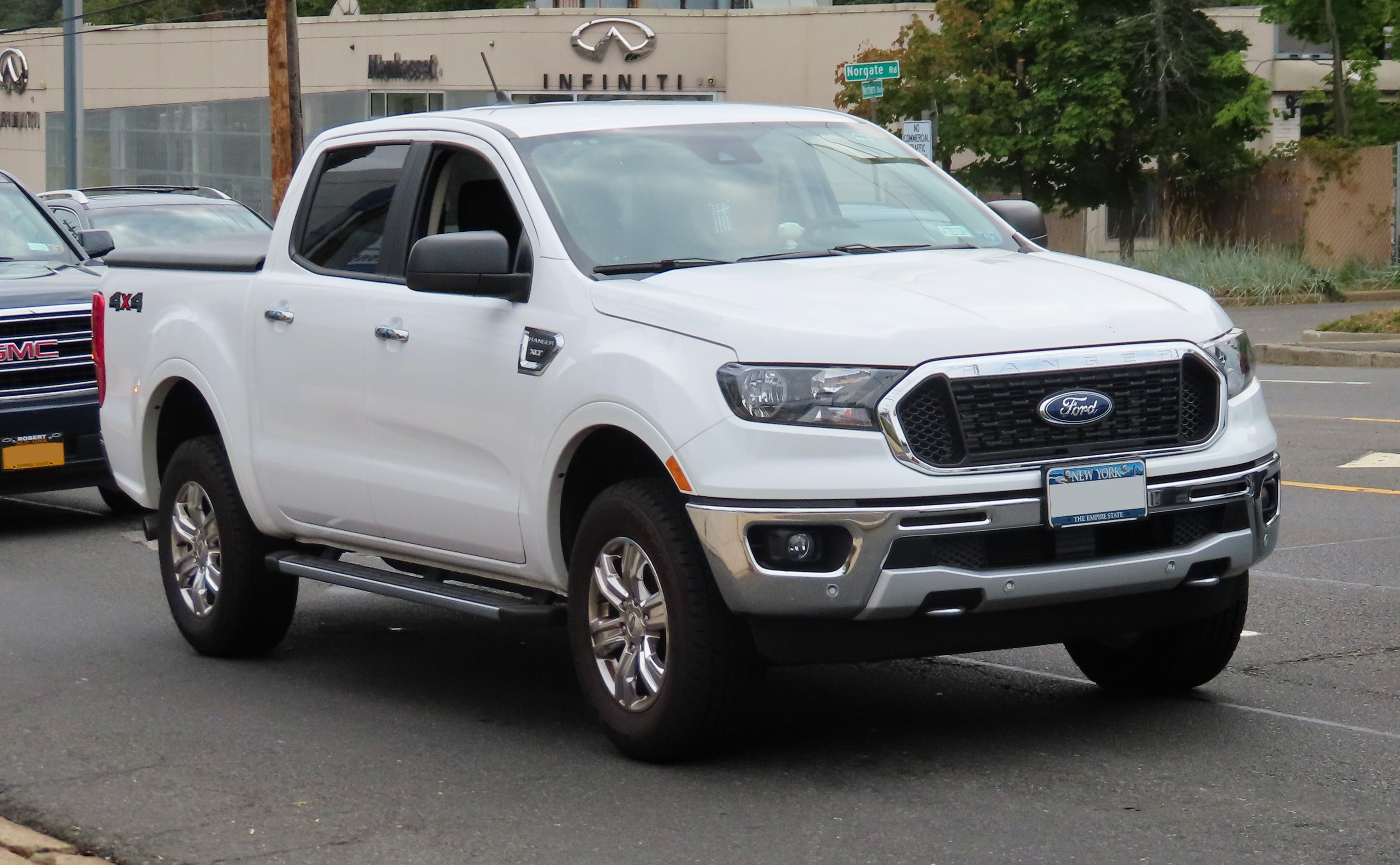
Ford Ranger XLT SuperCrew

У січні 2018 року на Міжнародному автосалоні в Детройті представили Ford Ranger четвертого покоління для ринку Північної Америки. Початок продаж стартує в 2018 році.
Пікап Ford Ranger збудовано на основі глобальної середньорозмірної вантажівки Ford T6 Ranger. Розроблене підрозділом Ford в Австралії, для використання в Північній Америці, шасі Ford T6 зазнало декілька модифікацій.
Автомобіль комплектується 2,3 літровим чотирициліндровим двигуном EcoBoost потужністю 280 к.с. і 10-ступінчастою автоматичною коробкою передач. Пікап пропонується в 2-дверному виконанні SuperCab і 4-дверному SuperCrew.

### Двигуни
- 2.3 л EcoBoost turbo I4
- 2.0 л Ecoblue I4 (diesel)

## П'яте покоління (з 2022)

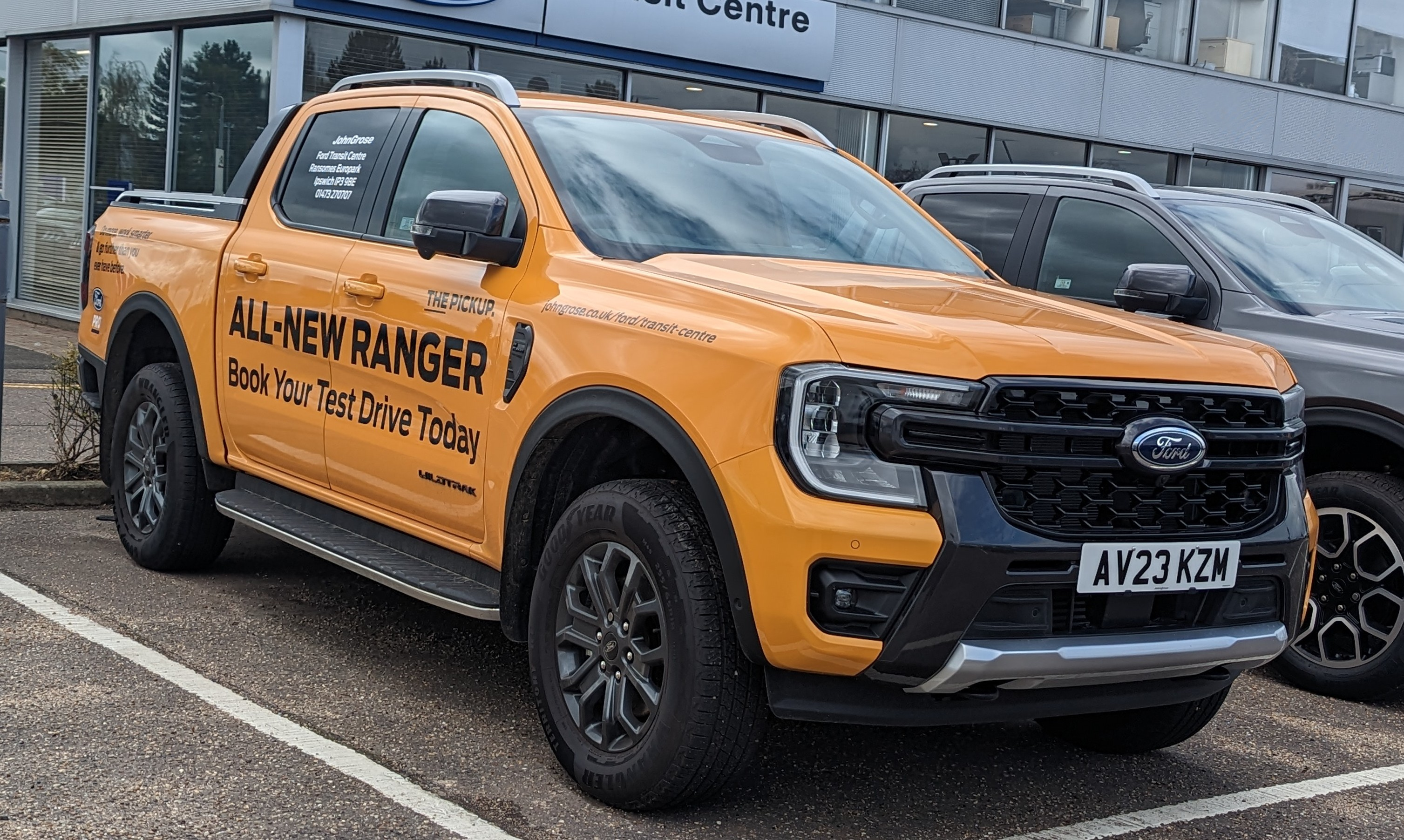
Ford Ranger Sport Double-Cab (P703)

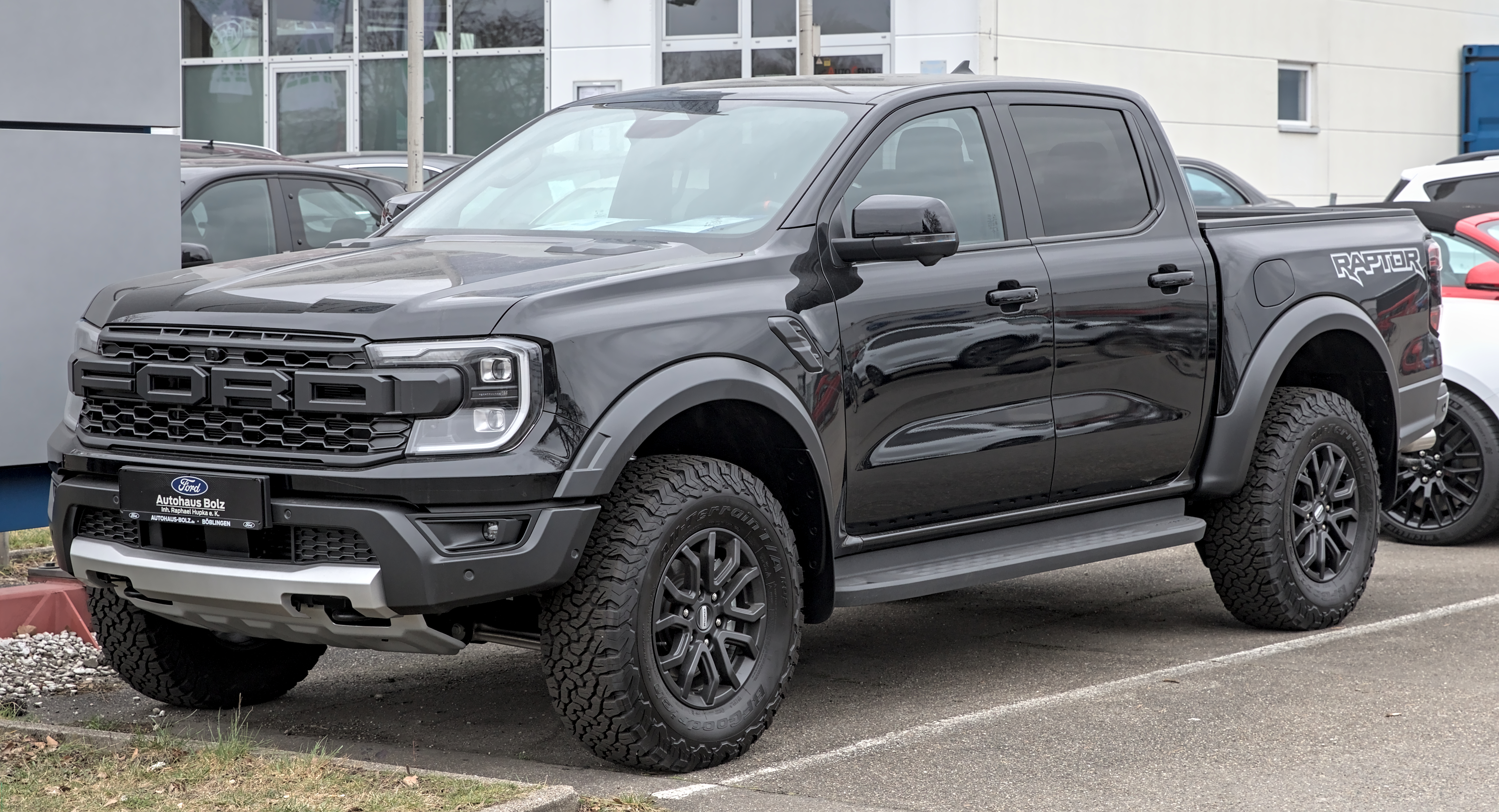
Ford Ranger Raptor Double-Cab (P703)

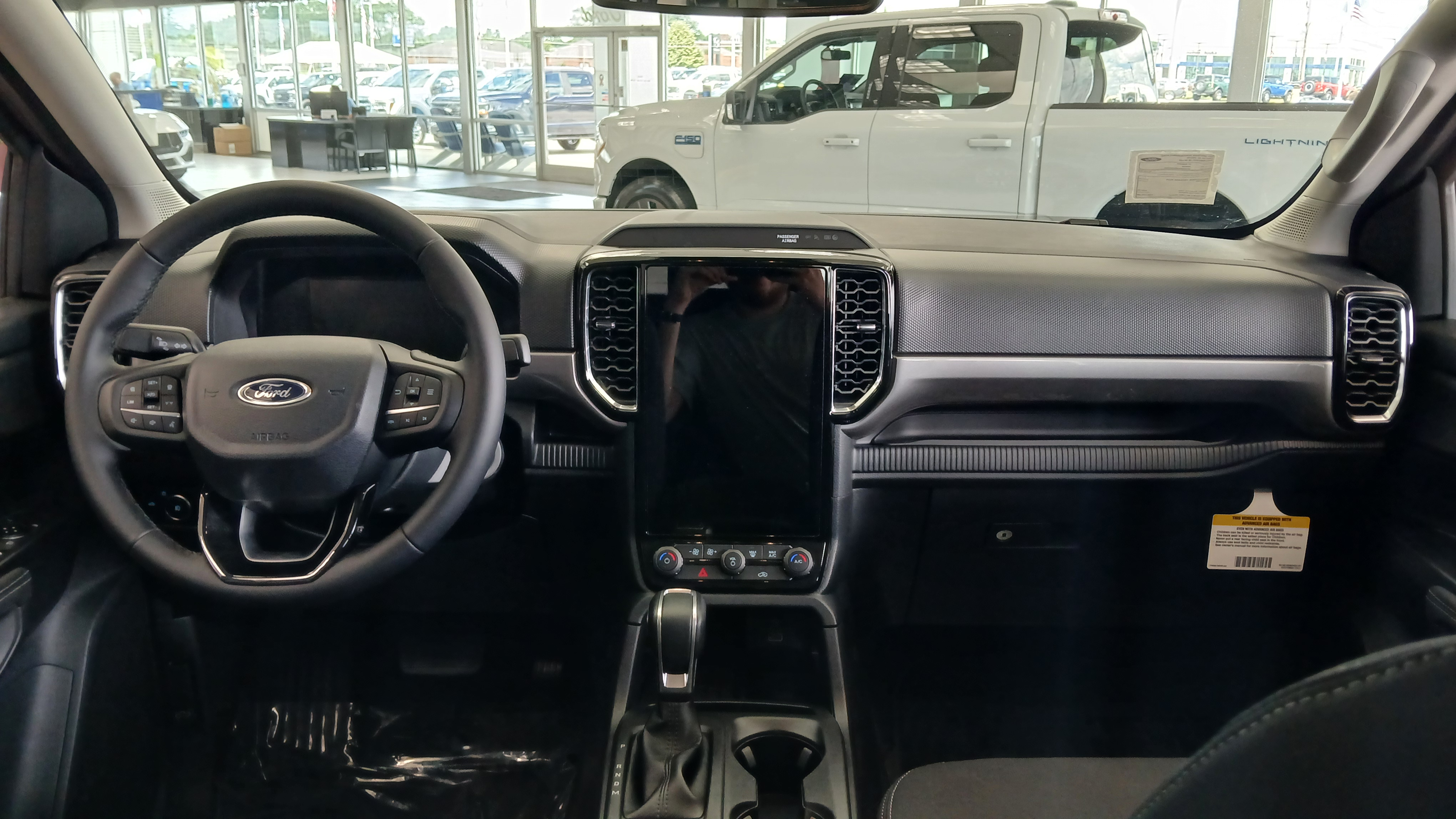

Рейнджер T6 (четвертого покоління Ranger у всьому світі і п'ятого покоління Ranger в Північній Америці) дебютував у листопаді 2021 року. Під кодовою назвою P703 під час розробки він продовжував розроблятися компанією Ford Australia за участю азійських, американських, африканських та європейських дочірніх компаній Ford. Він буде вироблятися з другого кварталу 2022 року в Таїланді та Південній Африці для більш ніж 100 глобальних ринків.
Названий «T6.2», автомобіль не був повністю перероблений через використання тих самих основних форм і розмірів кузова, дверних і скляних отворів, більшості вузлів шасі, а також більшості варіантів двигуна та трансмісії. Однак більшість деталей не є безпосередньо взаємозамінними з попереднім Ranger, за словами Яна Фостона, головного інженера платформи для T6.
Модель поділиться своєю основою з майбутнім Ford Everest третього покоління в 2022 році і другим поколінням Volkswagen Amarok, що вийдуть наприкінці 2022 року. Volkswagen бере участь у розробці P703 Ranger з 2017 року.

### Двигуни
Бензинові:
- 2.3 L EcoBoost I4 turbo
- 3.0 L EcoBoost V6 twin-turbo (Raptor)

Дизельні:
- 2.0 L EcoBlue I4 turbo
- 2.0 L EcoBlue I4 twin-turbo
- 3.0 L Power Stroke V6 turbo

## Інтернаціональна модель

### Перше покоління (1998—2006)

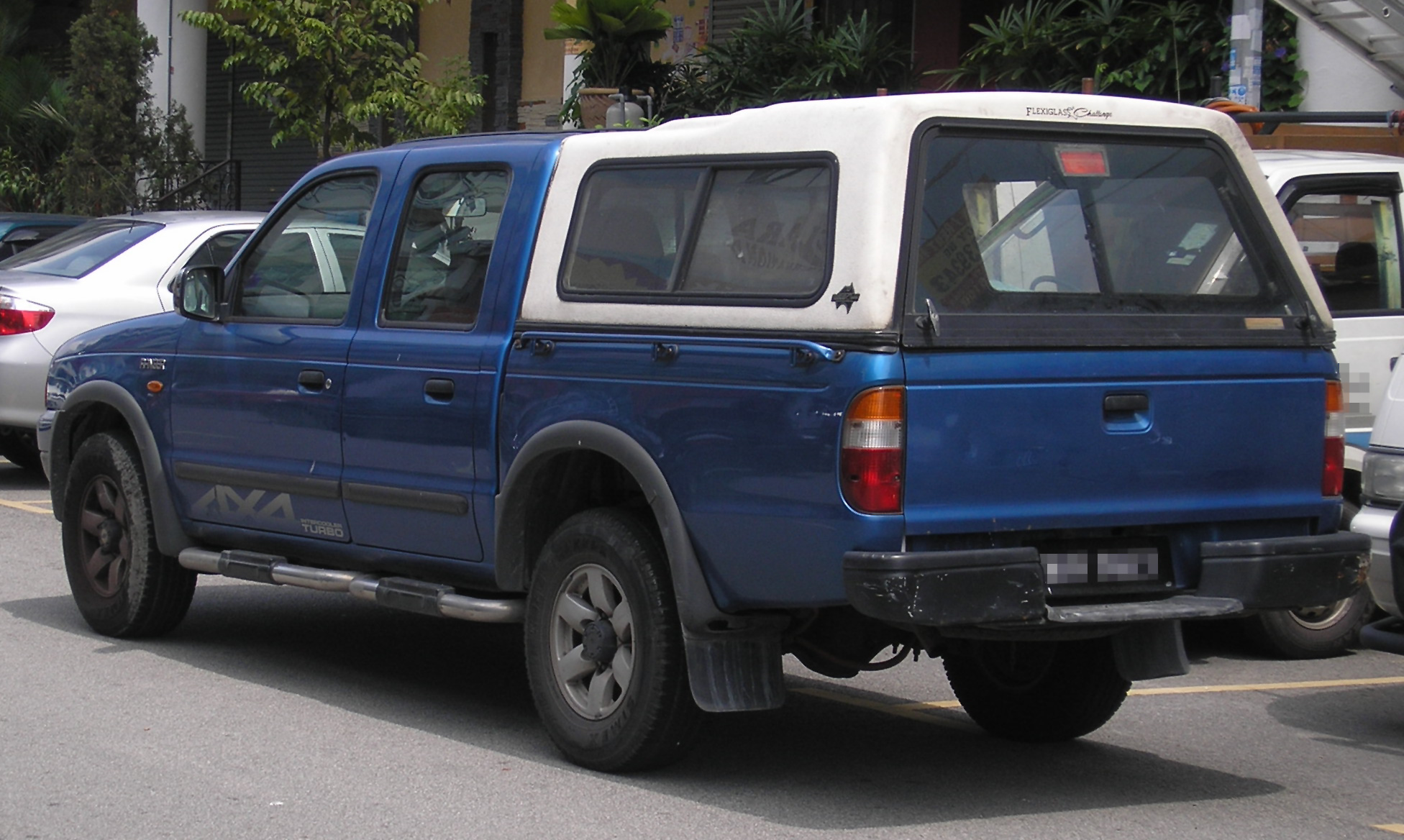
Ford Ranger 1 (1998—2002)

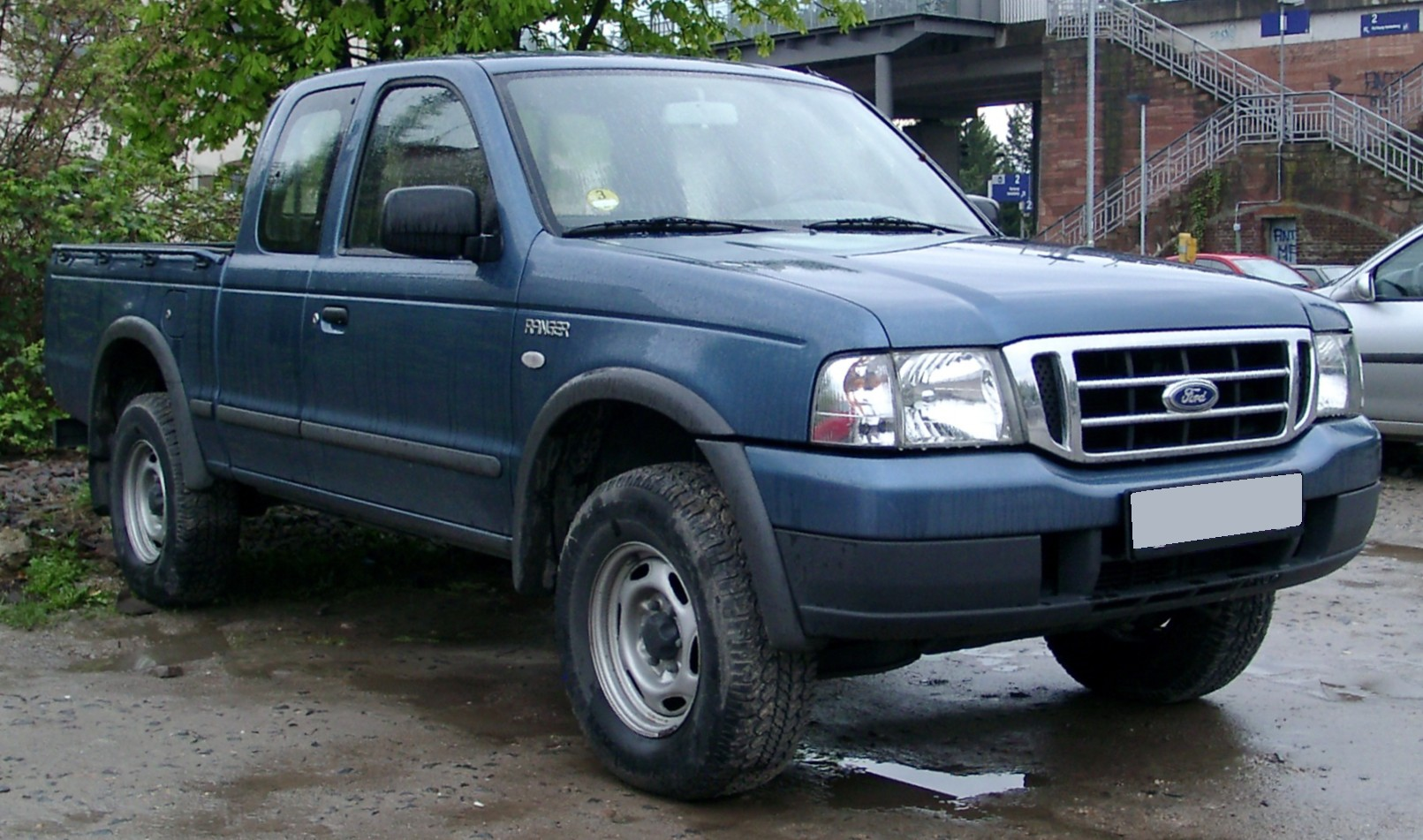
Ford Ranger 1 фейсліфт (2002—2006)

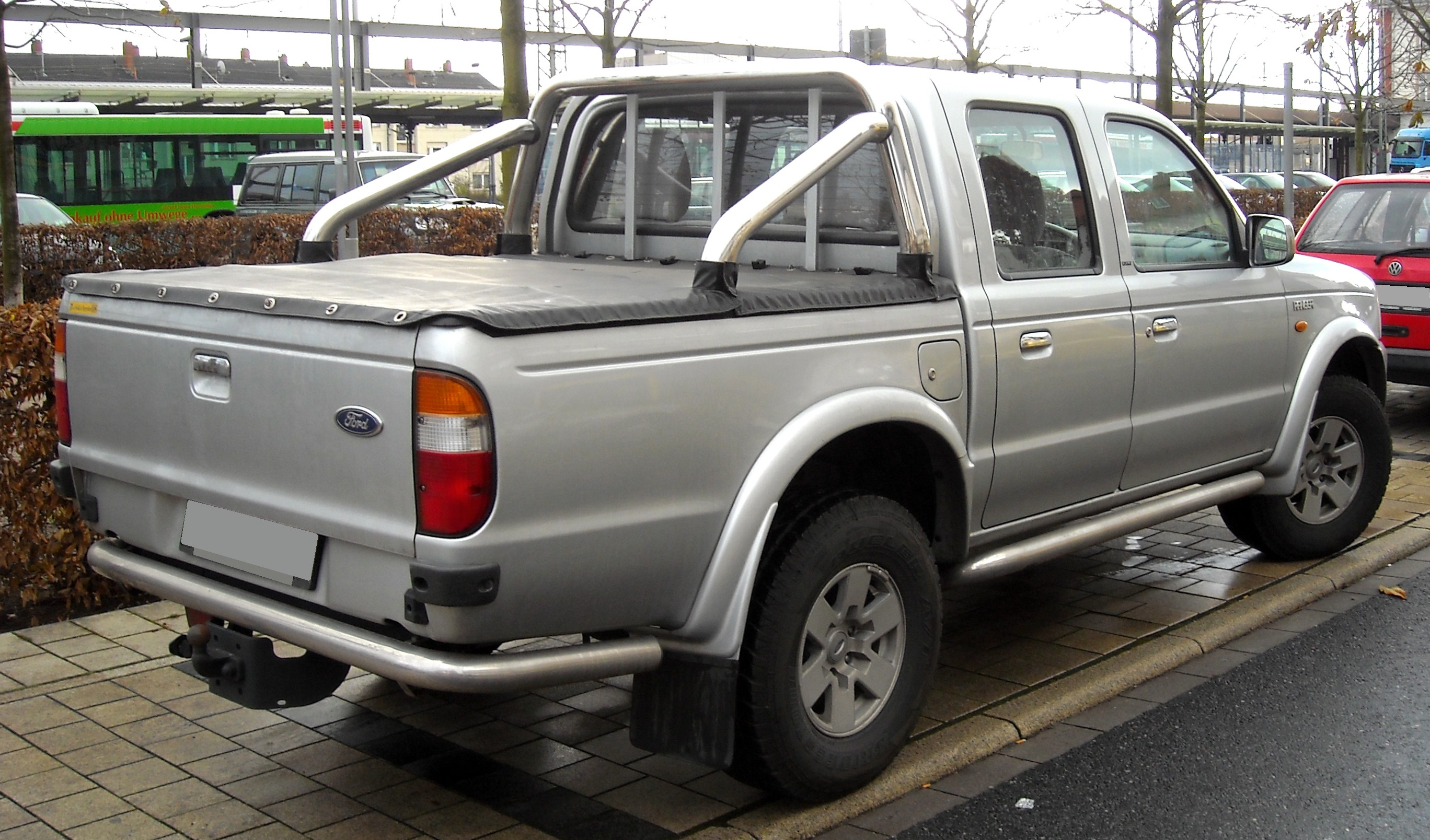
Ford Ranger 1 фейсліфт (2002—2006)

Для європейського і азійського ринків філія компанії Ford в Таїланді з 1998 року збирала середньорозмірний пікап Ranger першого покоління (4х2 / 4х4) повною масою 2,6-3,0 т і вантажопідйомністю 1,1-1,2 т, який по загальній конструкції та комплектації аналогічний американському прототипу. У країнах Європи задньопривідний пікап пропонували з 2,5-літровим 84-сильним дизельним двигуном Duratorq з турбонадувом, проміжним охолодженням і трьома клапанами на циліндр, зміненим малюнком облицювання радіатора і приводом переднього моста що відключається. До складу стандартного комплекту обладнання входили АБС і передні дискові гальма збільшених розмірів. Для повнопривідних варіантів використовувався в основному 109-сильний двигун Duratorq WLT з турбонаддувом. Пікапи можна було придбати з короткою 2-місною кабіною Regular Cab, подовженою 4-місною Stretch Cab або подвійний 4-дверний Super Cab на 4-5 місць.
В 2002 році модель модернізували, змінивши оптику, решітку радіатора і провели ряд інших змін.
Новинкою 2005 року став пікап 4х4 з подвійною кабіною в найбільш комфортному оснащенні XLT зі спортивними 15-дюймовими колесами з легкого сплаву, хромованими деталями облицювання і найповнішим набором додаткового устаткування.

#### Двигуни
| Модель   | Рік виробництва | Тип двигуна / код        | Потужність, при об/хв       | Крутний момент, при об/хв |
| Дизельні | Дизельні        | Дизельні                 | Дизельні                    | Дизельні                  |
| -------- | --------------- | ------------------------ | --------------------------- | ------------------------- |
| 2.5 TD   | 1995-2006       | 2499 см3 Р4 Duratorq TDi | 78 к.с. (57 кВт), при 4100  | 168 Нм, при 2500          |
| 2.5 TD   | 1995-2006       | 2499 см3 Р4 Duratorq TDi | 109 к.с. (80 кВт), при 3200 | 266 Нм, при 2000          |

### Друге покоління (2006—2011)

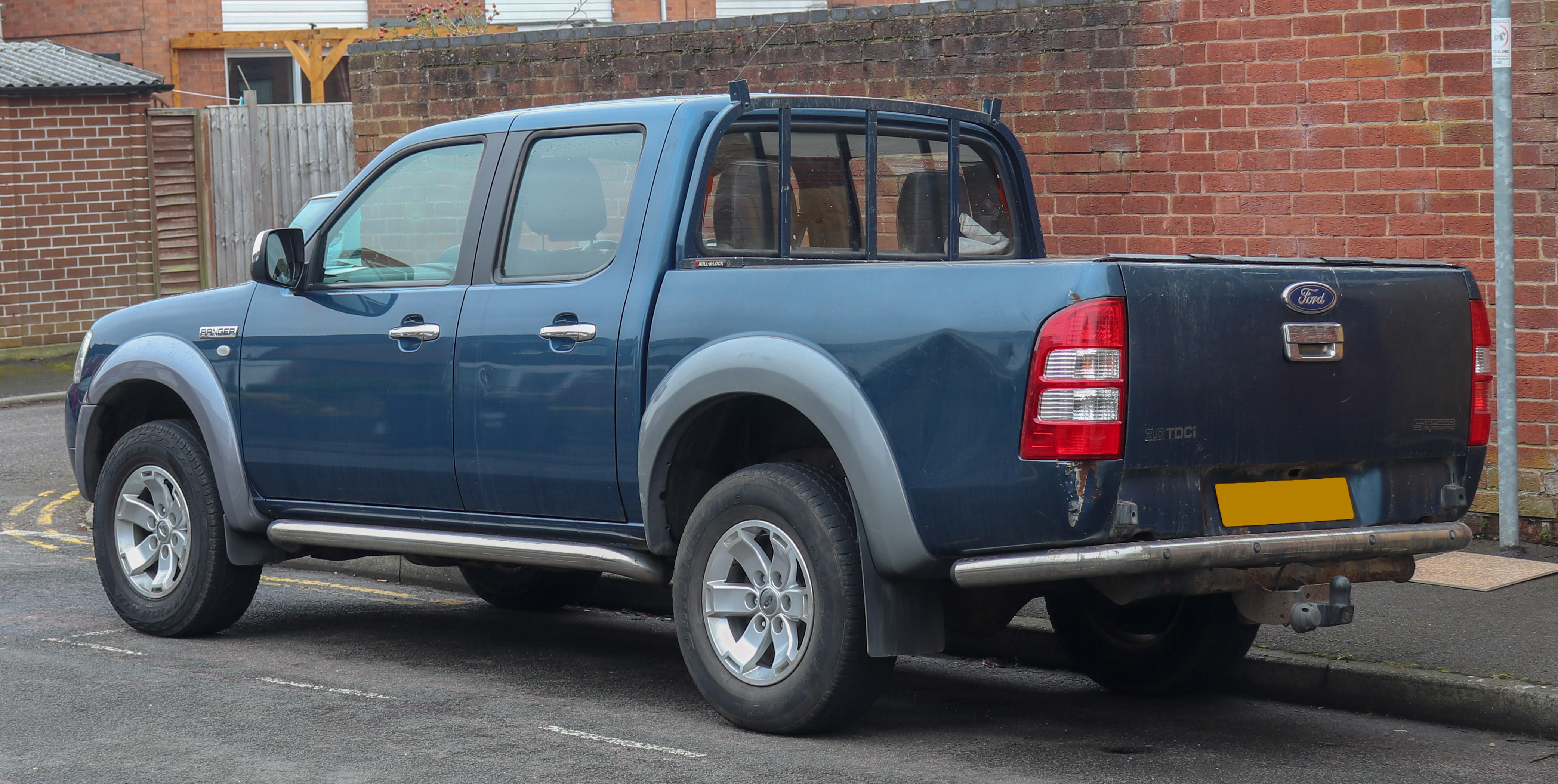
Ford Ranger 2 (2006—2009)

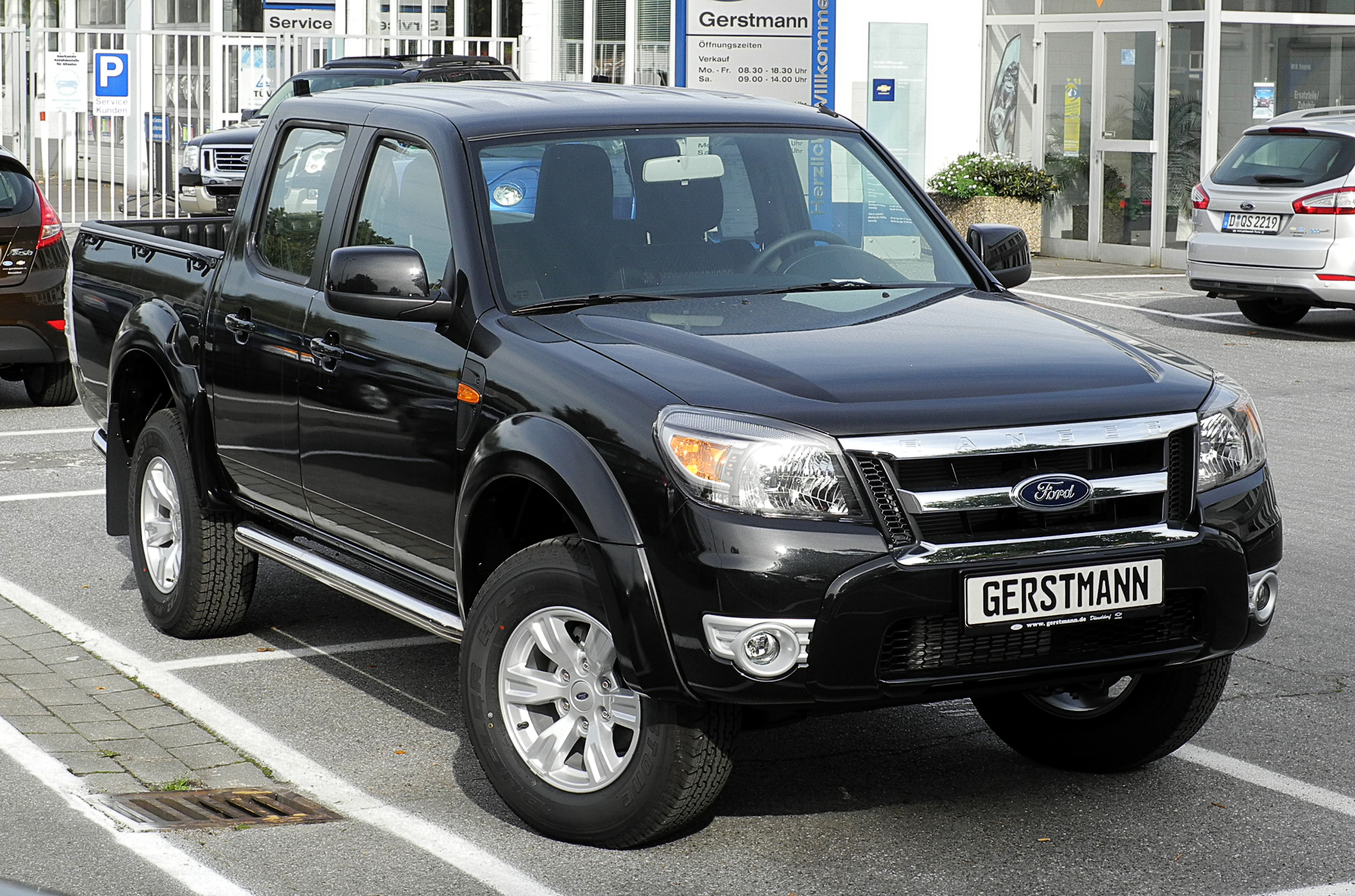
Ford Ranger 2 фейсліфт (2009—2011)

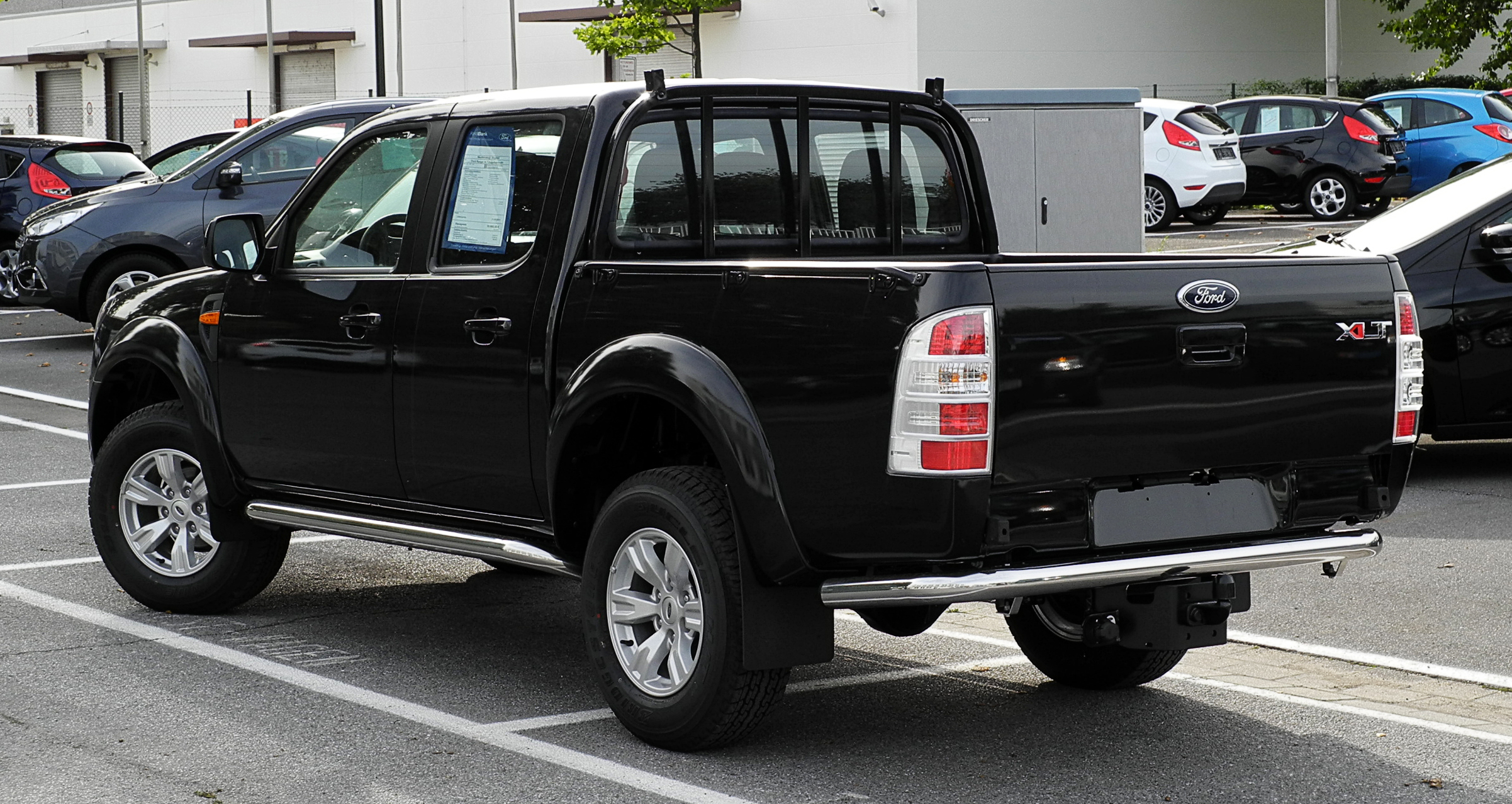
Ford Ranger 2 фейсліфт (2009—2011)

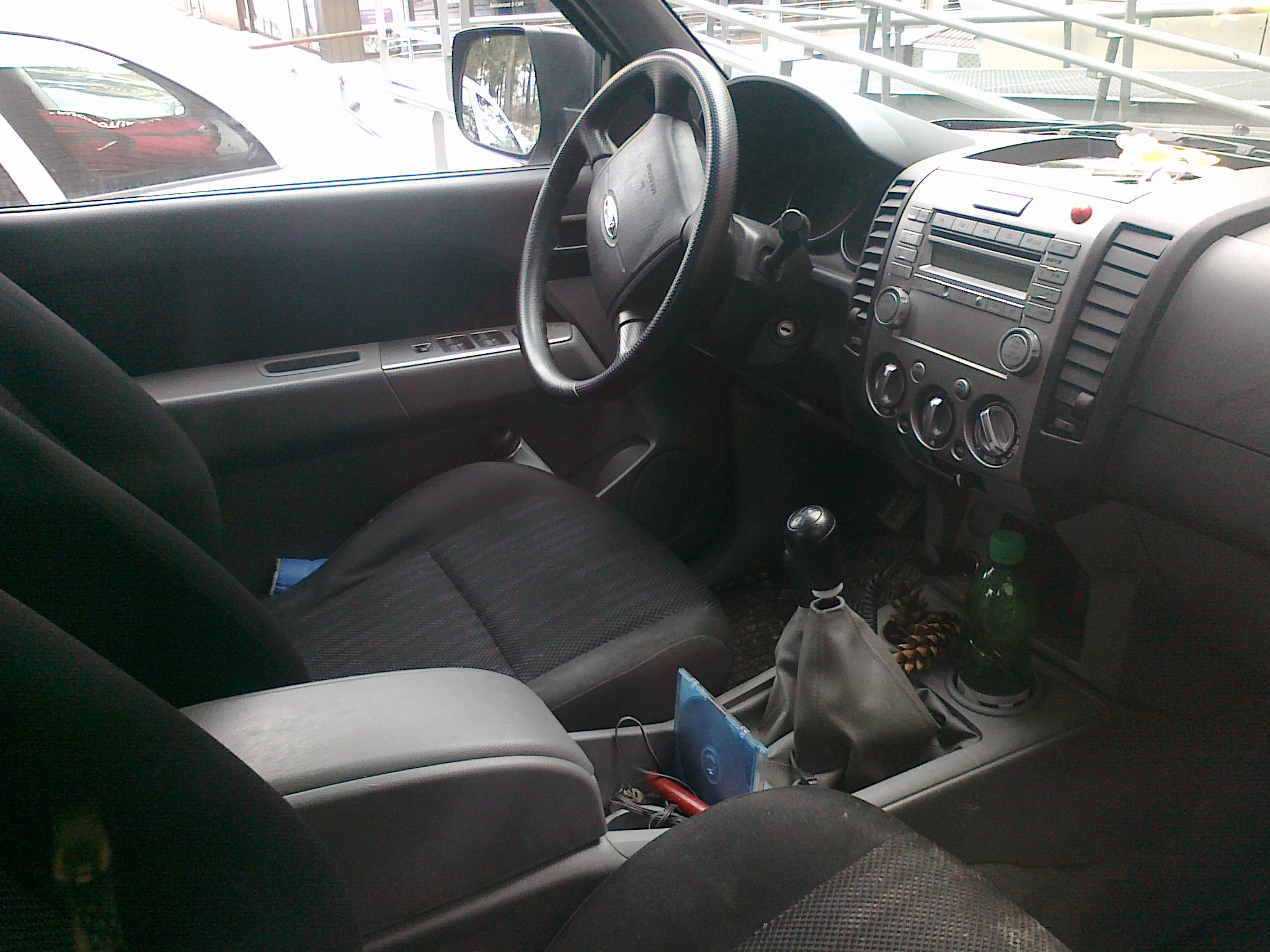

У 2006 році Ford представив нове покоління Ranger для ринків Європи та Азії. Основні зміни торкнулися дизайну автомобіля, збільшилися також його потужність і безпека. Новий Ford Ranger завівся турбодизельним двигуном (2,5 л / 143 к.с.), проте коробка передач залишилася механічною (5 ступенів). Рівень безпеки зріс за рахунок додаткових бічних подушок безпеки і поліпшеної системи ременів. До базової комплектації нової версії входить ABS, доповнена системою EBD, що здійснює розподіл гальмівних сил. Вантажопідйомні характеристики були покращені за рахунок збільшення вантажної платформи (на 6 см). У результаті Ranger може з легкістю впоратися з чотирма тоннами вантажу — одній на борту і трьома в причепі. Модернізація салону забезпечила автомобіль зручнішими кріслами з підлокітниками і кронштейнами, а також додатковими блоками для зберігання різних предметів. Комплектація Tremor до всього вищепереліченого пропонує ще й потужну (510 ват) аудіосистему.
У 2009 році модель була модернізована.
Ford Ranger 2010 року існує у трьох типах кузова: Regular Cab, SuperCab, SuperCab з 4-ма дверима. Більшість версій мають вантажну платформу, довжиною 1,8 м, а версія Regular Cab з двома ведучими колесами має платформу, довжиною 2,1 м. Також, покупцеві запропоновано три рівня комплектації: XL, висококласний  XLT та спортивна Sport.

#### Двигуни
| Модель     | Рік виробництва | Тип двигуна / код         | Потужність, при об/хв        | Крутний момент, при об/хв |
| Дизельні   | Дизельні        | Дизельні                  | Дизельні                     | Дизельні                  |
| ---------- | --------------- | ------------------------- | ---------------------------- | ------------------------- |
| 2.5 MZR-CD | 2006-2011       | 2499 см3 Р4 Duratorq TDCi | 143 к.с. (105 кВт), при 3500 | 330 Нм, при 1800          |
| 3.0 MZR-CD | 2006-2011       | 2953 см3 Р4 Duratorq TDCi | 156 к.с. (115 кВт), при 3200 | 380 Нм, при 1800          |

### Третє покоління (з 2011-)

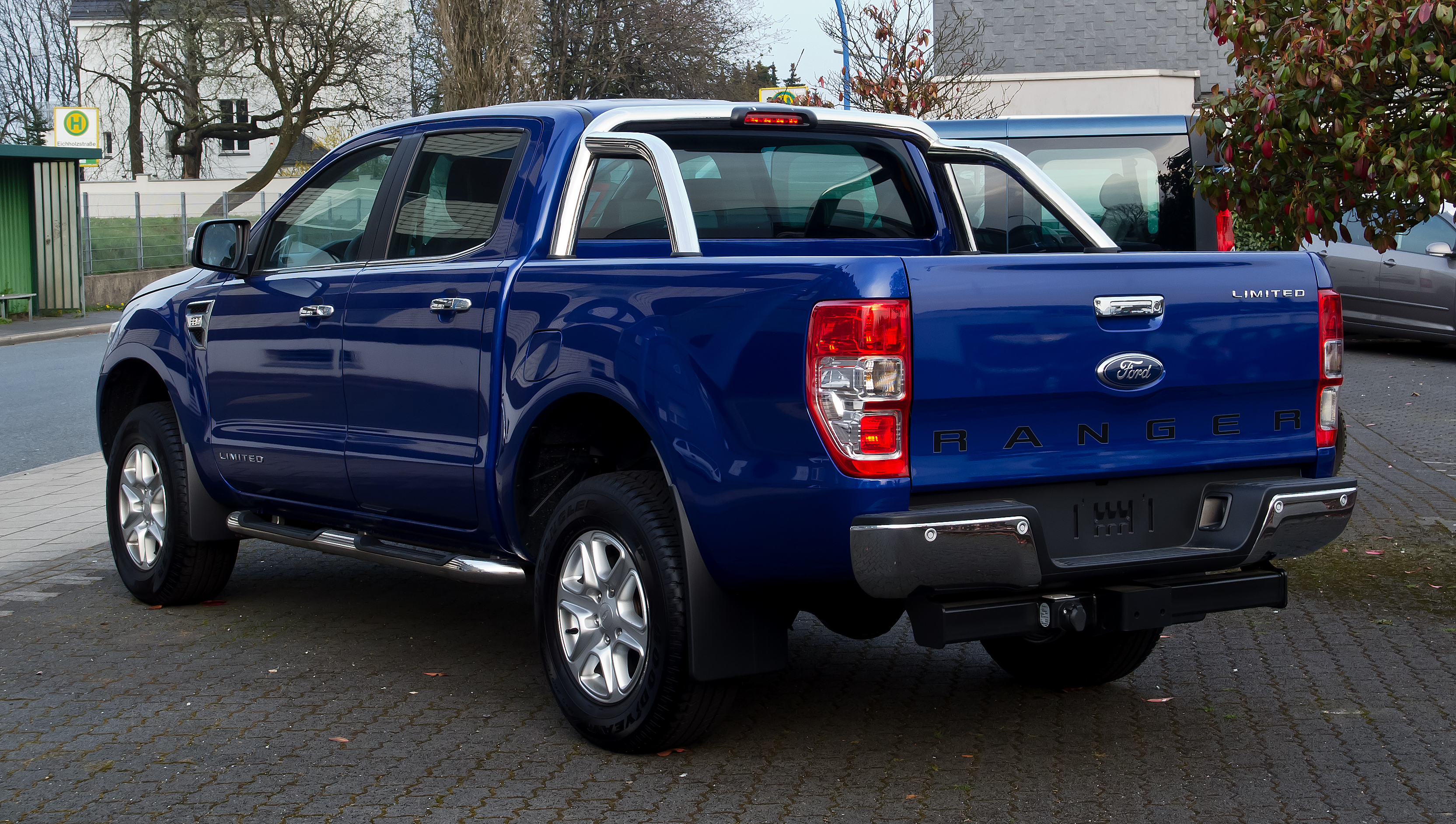
Ford Ranger 3 Doppelkabine (2011—2015)

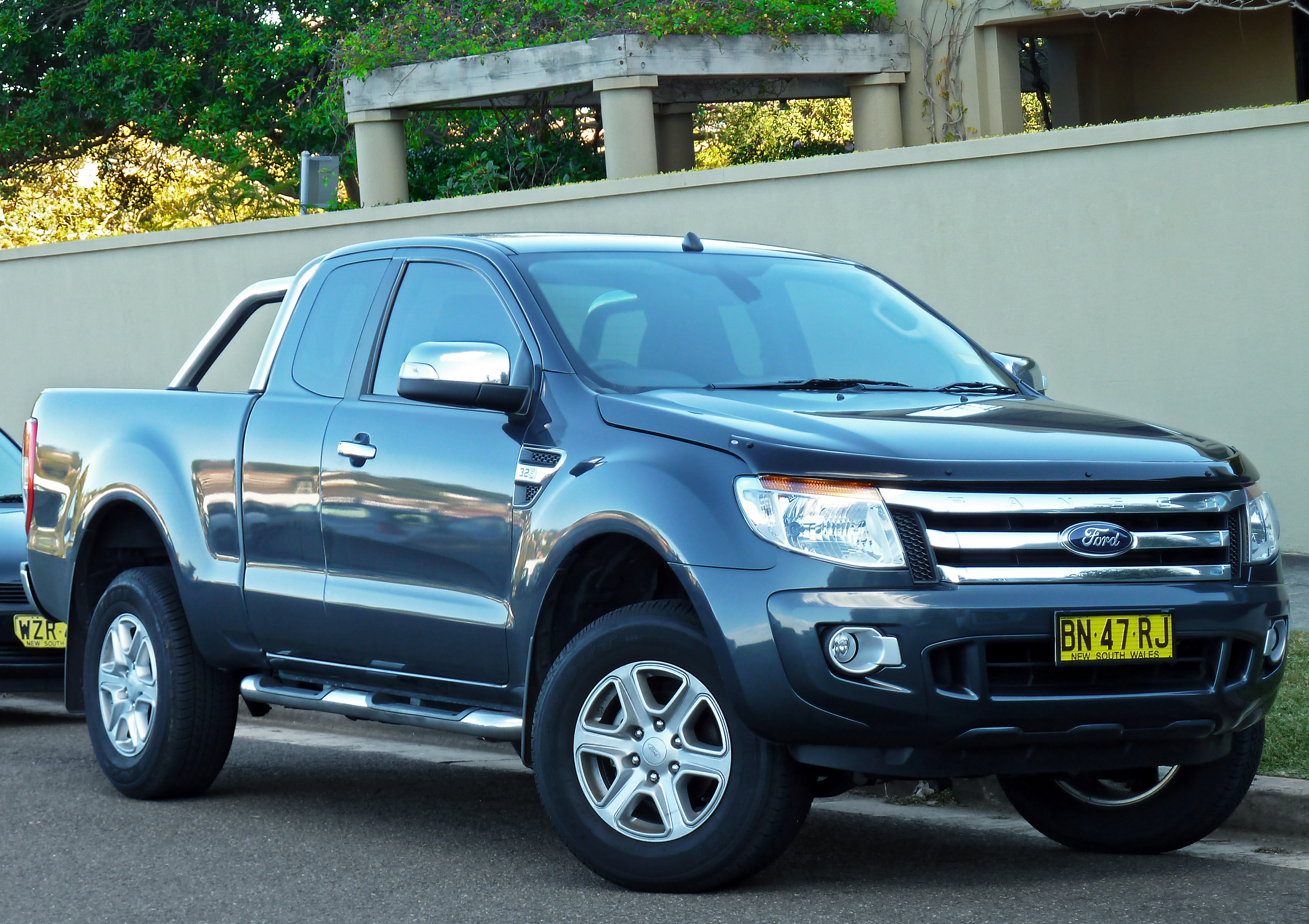
Ford Ranger 3 Extrakabine (2011—2015)

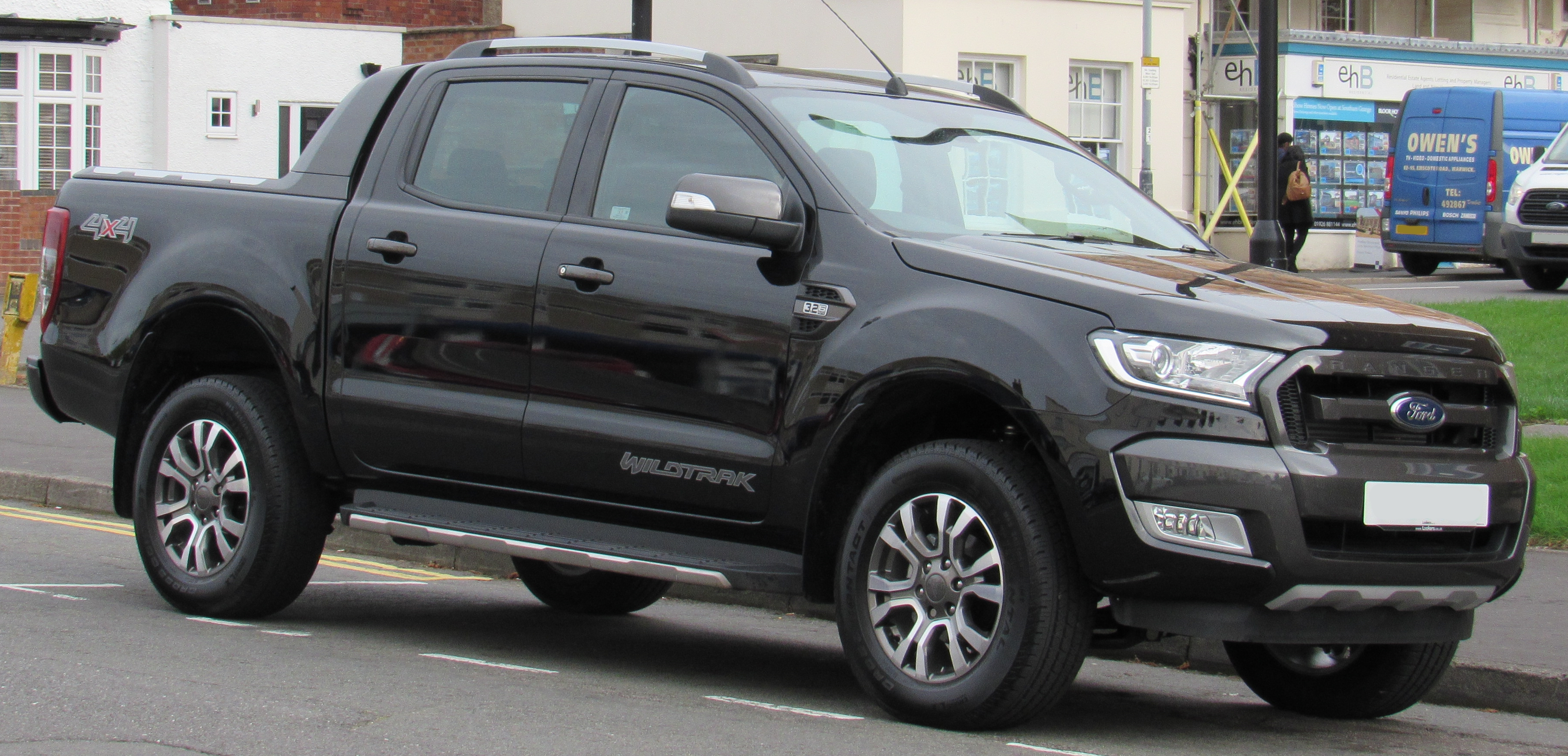
Ford Ranger 3 Doppelkabine (з 2015)

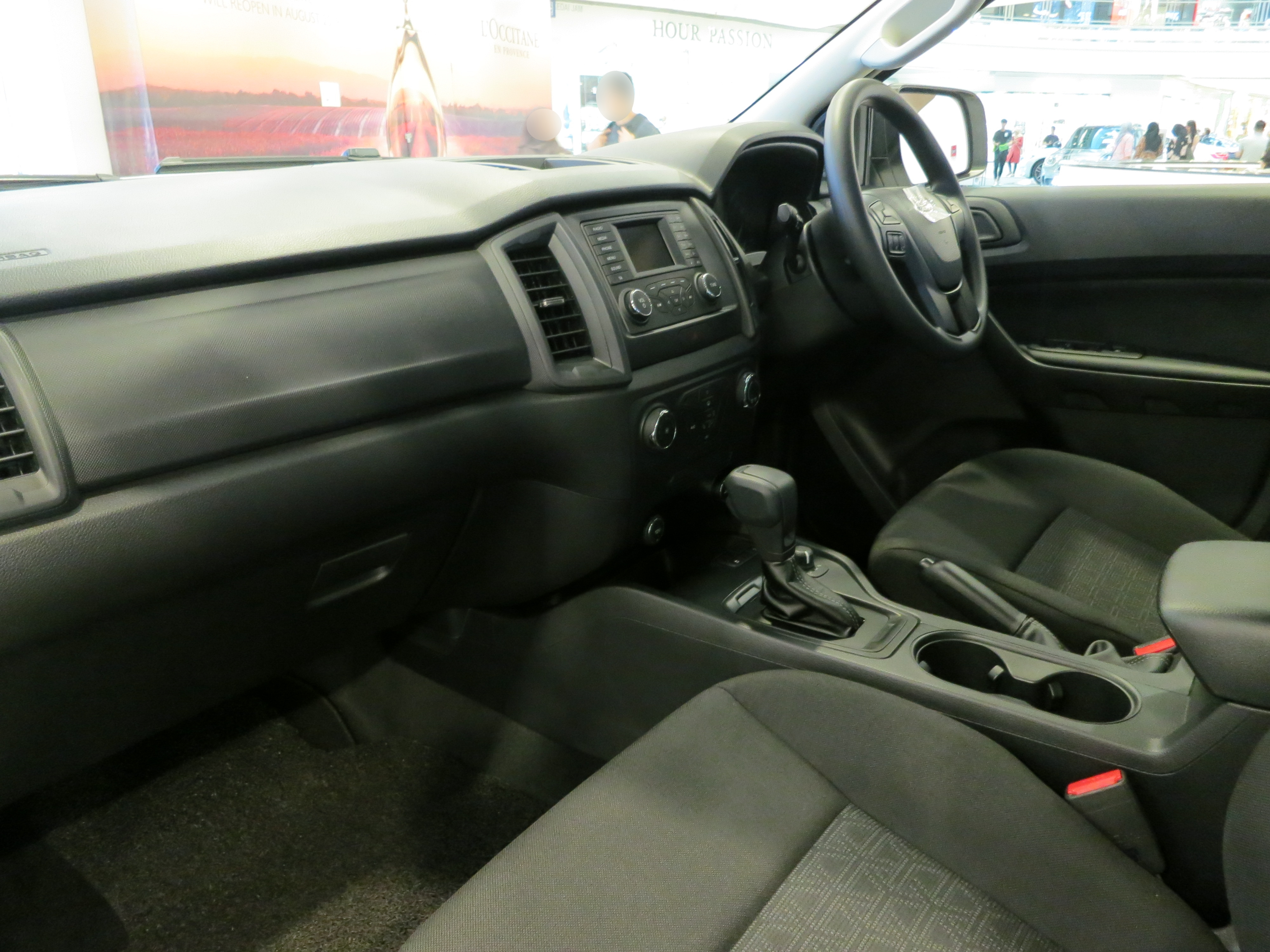

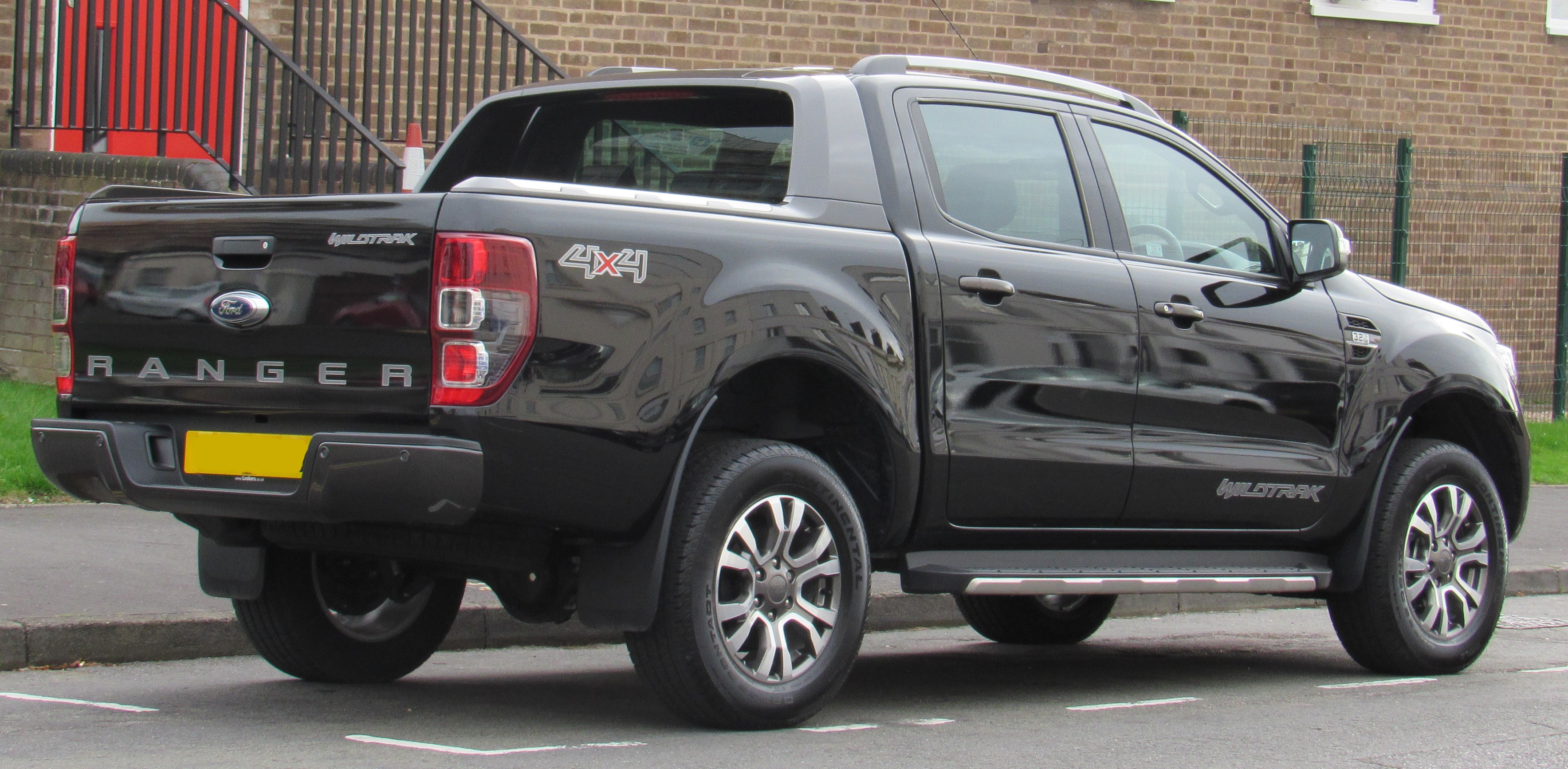
Ford Ranger 3 Doppelkabine (з 2015)

15 жовтня 2010 року на автосалоні в Сіднеї (Австралія) компанія Ford представила нове покоління Ford Ranger. У нового Рейнджера буде чотири типи кабіни на вибір, привід на одну або обидві осі. Передбачено чотири серії машини для різних ринків збуту. Автомобіль, побудований на новій глобальній платформі, крупнішій за попередника. Колісна база витягнулася на 22 см (до 3220 мм), колія у повнопривідної версії розширилася на 9 см (до 1560 мм), а у моноприводної — на 12 см (до 1590 мм), кліренс досяг 232 мм (25 мм). Змінилися і вантажні можливості пікапа. Його багажне відділення стало на 10 см ширшим, ніж у колишньої моделі. Приблизно на п'ять сантиметрів збільшилася відстань між колісними арками — 1139 мм проти 1090 мм. Вантажна платформа машини з чотирьохдверною кабіною Double Cab стала на пару сантиметрів довшою (1549 мм) і на 5,4 см вишою (511 мм). У такий кузов об'ємом 1,21 м³ поміщаються предмети шириною до 1549 мм.
На вибір пропонується три двигуни: новітній 2,2-літровий дизель Duratorq TDCi I4 потужністю 150 к.с. і максимальним обертовим моментом в 375 Нм, 3,2-літровий дизельний Duratorq TDCi I5 потужіністю 200 к.с. (він видає 470 Нм моменту) і бензиновий 2,5-літровий Duratec I4 потужністю 166 к.с. Останній можна заправляти як бензином E100, так і природним газом. Трансмісій дві — автоматична або ручна, обидві шестиступінчасті.
В березні 2015 року Ford Ranger модернізували, автомобіль отримав зовнішність в стилі нового Ford Everest.
Ford оновив Ranger для 2021 модельного року. Пікап отримав позашляховий пакет Tremor. Він додав припідняту підвіску, позашляхові покришки, захисні пластини на днище, можливість блокування заднього диференціалу та ряд інших опцій для подолання бездоріжжя.

#### Ford Ranger Raptor

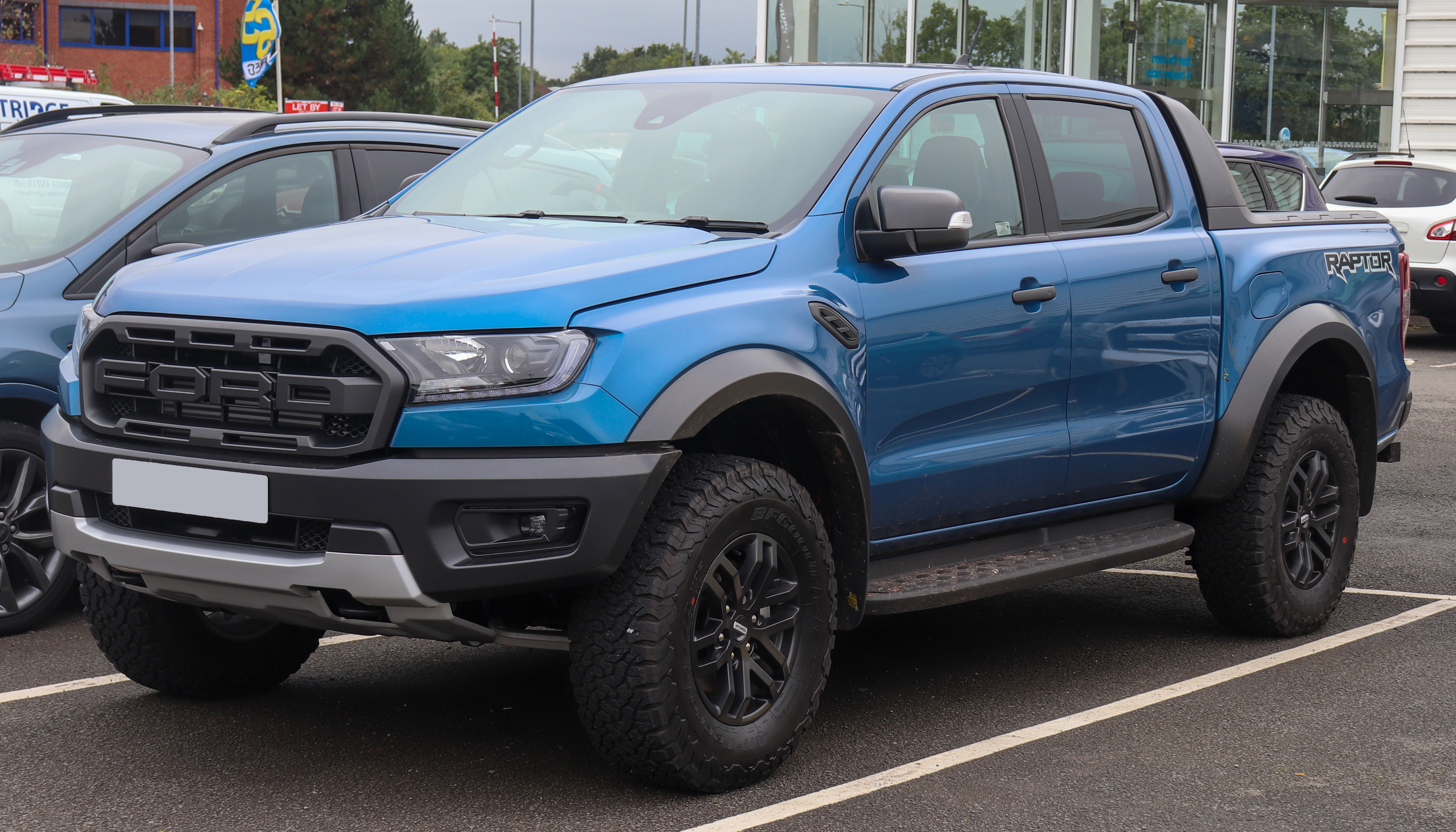
Ford Ranger Raptor

В Таїланді існує спеціальна модифікація Ford Ranger Raptor з кліренсом 283 мм, амортизаторами Fox Racing Shox, захистом, покращеними гальмами, шинами BFGoodrich, системою Terrain Management System з 6-ма режимами — два для доріг і чотири для бездоріжжя. Автомобіль комплектується 2,0 літровим чотирициліндровим твін-турбодизелем потужністю 210 к.с. крутним моментом 500 Нм і 10-ступінчастою автоматичною коробкою передач. Максимальне корисне навантаження Ranger Raptor складає 620 кг.

#### Двигуни
| Модель      | Рік виробництва | Об'єм двигуна / код       | Потужність, при об/хв | Крутний момент, при об/хв |
| Бензиновий  | Бензиновий      | Бензиновий                | Бензиновий            | Бензиновий                |
| ----------- | --------------- | ------------------------- | --------------------- | ------------------------- |
| 2.5 Р4      | 2011-           | 2488 см3 Р4 Duratec       | 166 к.с. (122 кВт)    | 226 Нм                    |
| Дизельні    |                 |                           |                       |                           |
| 2.2 TDCi Р4 | -               | 2184 см3 Р4 Duratorq TDCi | 125 к.с. (92 кВт)     | 320 Нм                    |
| 2.2 TDCi Р4 | 2011-           | 2184 см3 Р4 Duratorq TDCi | 150 к.с. (110 кВт)    | 375 Нм                    |
| 3.2 TDCi Р5 | 2011-           | 3198 см3 Р5 Duratorq TDCi | 200 к.с. (147 кВт)    | 470 Нм                    |

## Продажі в США
| Рік  | Продано авто в США |
| ---- | ------------------ |
| 1997 | 298,796            |
| 1998 | 328,136            |
| 1999 | 348,358            |
| 2000 | 330,125            |
| 2001 | 272,460            |
| 2002 | 226,094            |
| 2003 | 209,125            |
| 2004 | 156,322            |
| 2005 | 120,958            |
| 2006 | 92,420             |
| 2007 | 72,711             |
| 2008 | 65,872             |
| 2009 | 55,600             |
| 2010 | 55,364             |
| 2011 | 70,832             |